# Sopot

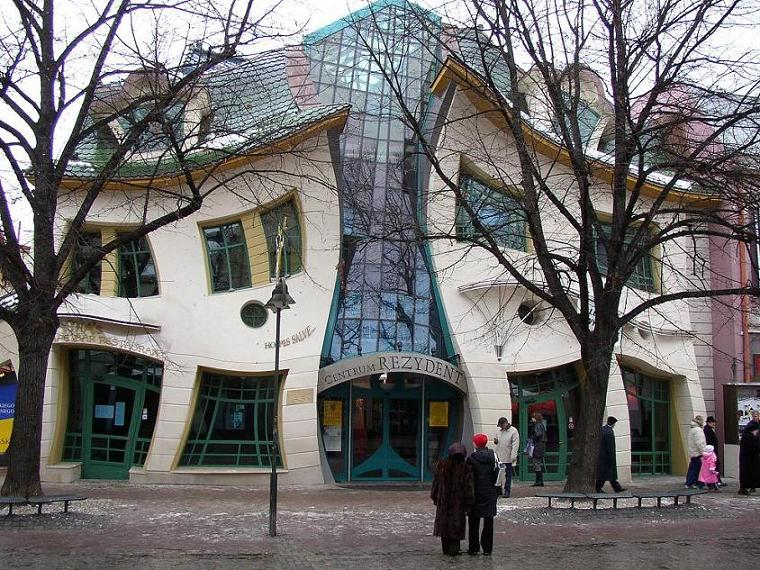
Krzywy Domek w Sopocie

Sopot (kaszub. Sopòt lub też Sopòtë, Copòtë, Copòt; niem. Zoppot) – miasto na prawach powiatu w północnej Polsce nad Zatoką Gdańską (Morze Bałtyckie), położone na Pobrzeżu Gdańskim, między Gdańskiem a Gdynią, z którymi tworzy Trójmiasto, w obrębie aglomeracji trójmiejskiej. Jest najmniejszym pod względem liczby ludności miastem na prawach powiatu w Polsce oraz najmniejszym pod tym samym względem miastem, którego organem władzy wykonawczej jest prezydent (a nie burmistrz).
Sopot jest kurortem nadmorskim i uzdrowiskiem, po II wojnie światowej znanym z organizowanych tam od 1961 w Operze Leśnej konkursów piosenki Sopot Festival. Miasto posiada najdłuższe w Europie molo o drewnianej konstrukcji.
Według danych GUS z 30 czerwca 2021 r., Sopot liczył 35 049 mieszkańców i był pod względem liczby ludności jedenastym miastem w województwie pomorskim.

## Położenie
Większa część miasta położona jest na Pobrzeżu Kaszubskim, natomiast mniejsza (zachodnia) znajduje się na Pojezierzu Kaszubskim.
Miasto jest położone na wysokości od 0 do 152,7 m n.p.m. Najwyższym wzniesieniem jest Góra Dostojna. W granicach miasta znajduje się 934 ha lasów, z czego ponad 209 ha stanowią lasy komunalne.

## Historia
Kalendarium:

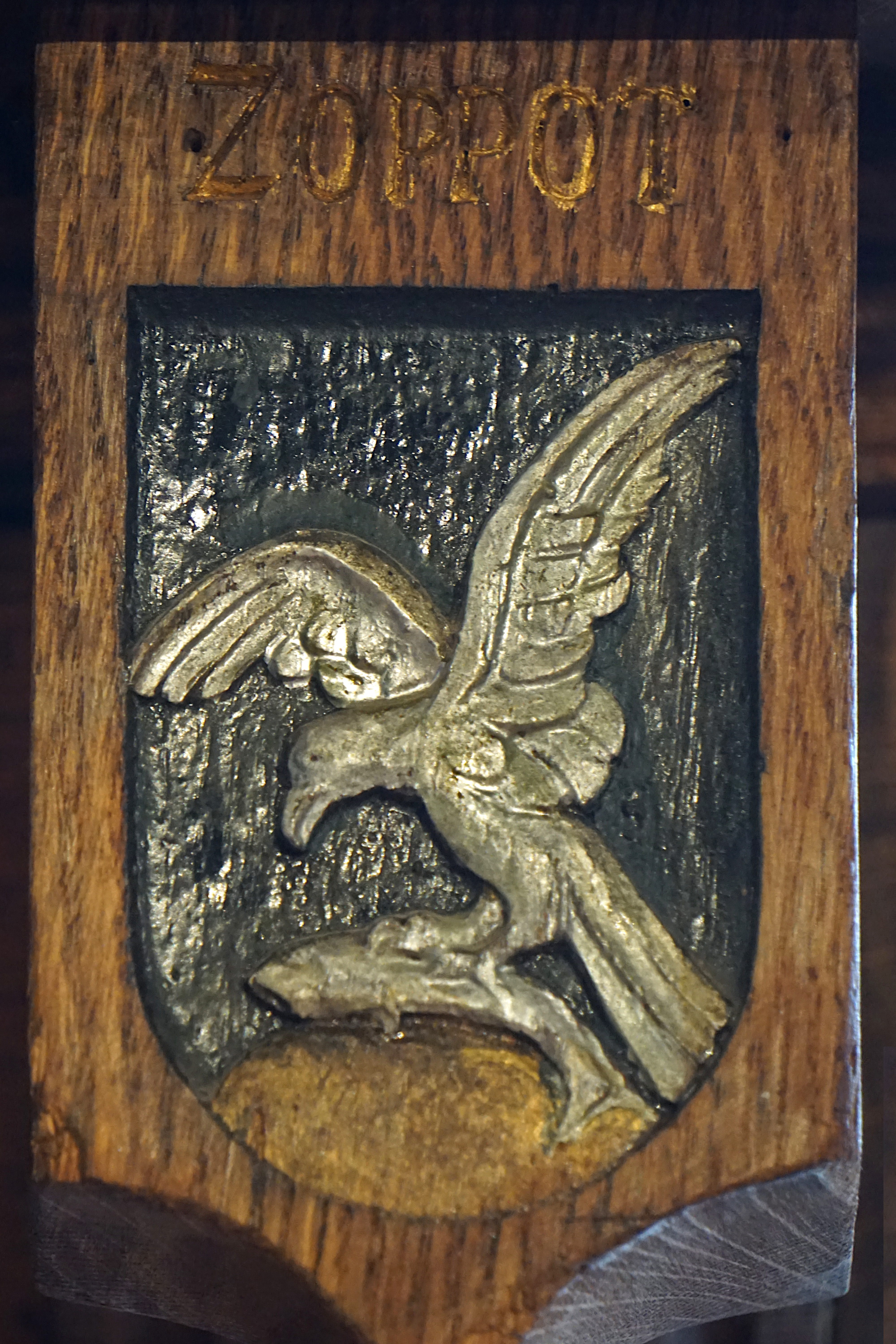
Herb Sopotu w sali plenarnej staromiejskiego ratusza w Gdańsku

- od VIII w. do 1. poł. X w. – gród; obecnie zrekonstruowany (grodzisko w Sopocie)
- 1283 – pojawiła się pierwsza wzmianka o miejscowości Sopoth w akcie donacyjnym księcia pomorskiego Mściwoja II na rzecz klasztoru cystersów w Oliwie; później była to wieś opactwa cystersów w Oliwie w województwie pomorskim[8]
- 1798 – hrabia Kajetan Onufry Sierakowski wybudował pierwszy dom letniskowy
- 1819 – Karol Wegner wybudował pierwsze kąpielisko morskie
- 1823 – Jan Jerzy Haffner, były lekarz armii napoleońskiej, wzniósł zakład kąpielowy. W ciągu następnych lat powstały kolejne budynki uzdrowiskowe – Dom Zdrojowy, Łazienki Południowe i Łazienki Północne.
- 1870 – do Sopotu dotarła Kolej Tylnopomorska (linia kolejowa Koszalin–Słupsk–Gdańsk, prowadząca aż z Berlina przez Szczecin)
- 1890 – dane urzędowe ówczesnego powiatu wejherowskiego mówią o łącznej liczbie 4.772 mieszkańców Sopotu i przyległości, w tym 3.571 Niemców, 1.144 Kaszubów, 30 Polaków, 25 Żydów i 2 nieznanych. Wyznaniowo było 2.766 katolików, 1.979 ewangelików, 27 członków innych wyznań[9]
- 1898 – otwarto tor wyścigów konnych
- 8 października 1901 – dekretem cesarskim miejscowość otrzymała prawa miejskie; ich uroczyste nadanie miało miejsce 1 kwietnia 1902
- 1920 – wyłączenie Sopotu z powiatu wejherowskiego i włączenie do Wolnego Miasta Gdańska; w latach 1939–1945 w granicach III Rzeszy
- 23 marca 1945 – wkroczenie wojsk radzieckich. W wyniku walk z Niemcami zniszczonych zostało 135 budynków, co stanowiło 10% ówczesnej zabudowy.
- 1945 – wcielenie Sopotu do Polski; pozostała w mieście ludność niemiecka została wysiedlona
- 1945–1975 – siedziba powiatu, w 1945 również władz wojewódzkich
- październik 1945 – utworzenie Instytutu Sztuk Plastycznych w Sopocie (protoplasta Wyższej Szkoły Sztuk Plastycznych w Gdańsku)[10].
- 1948 – I Wystawa Sztuk Plastycznych w Sopocie (poprzednik Festiwalu Sztuk Plastycznych w Sopocie)[10].
- 25 – 27 sierpnia 1961 – I Międzynarodowy Festiwal Piosenki w Sopocie[11].
- wrzesień 1966 – obrady XVI międzynarodowej konferencji ruchu uczonych „Pugwash”[12].
- grudzień 1974 roku – powstało Towarzystwo Przyjaciół Sopotu (władze miejskie na siedzibę przydzieliły mu klasycystyczny dworek przy ul. Józefa Czyżewskiego)[13].
- kwiecień 1980 roku – pożar budynków Biura Wystaw Artystycznych (BWA)[14].

### Toponimia
Jeśli chcesz rzek przezornych pławem napaść oczy:

Tu Sopot i Tenwica swoję rosę toczy

„Sopot” to bardzo popularny w Słowiańszczyźnie hydronim (w Polsce dwie rzeki i jeden potok), od prasłowiańskiego *sopotъ – „potok szumiący, źródło” (por. przymiotnik sapowaty „bagnisty, wilgotny”, u Kazimierza Rymuta również sopot – „źródło, wodotrysk”), który tworzył przede wszystkim nazwy rzeczne i z kolei nazwy miejscowości położonych nad nimi. W Serbii istnieje co najmniej 7 miejscowości o tej nazwie (Сопот), 4 w Macedonii Północnej, 3 w Bułgarii, 2 w Chorwacji, 2 na Ukrainie i co najmniej po jednej w Bośni, Rumunii i Albanii nie wspominając o równie popularnych w krajach słowiańskich nazwach derywowanych typu Sopotsko/Сопотско, Sopotnica/Сопотница albo Sopotnia, Sopotnik.

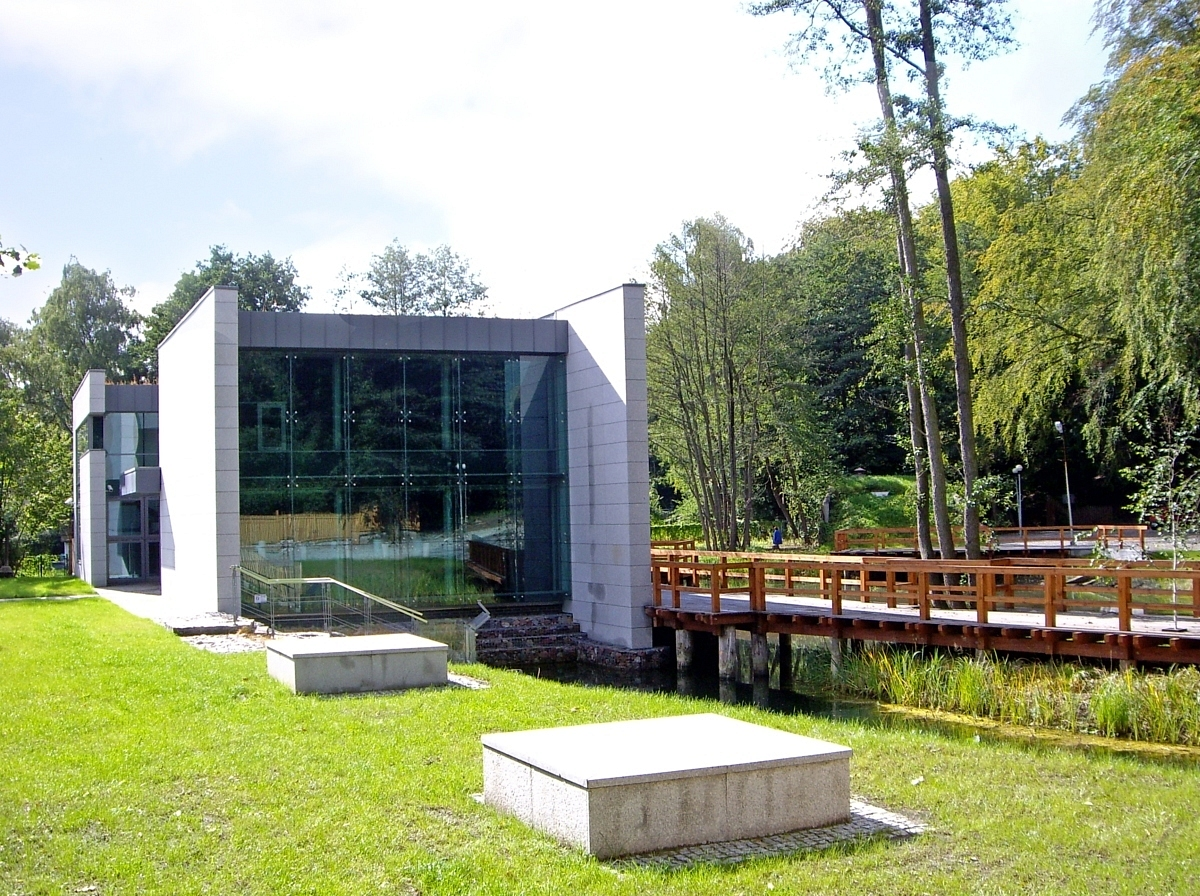
Skansen archeologiczny Grodzisko

W 1283 Mściwoj II nadał Sopot, Sopoth (w 1291) cystersom z Oliwy (dziś odcinek ulicy 1 Maja i część ulicy Bohaterów Monte Cassino, na południe od starego grodziska), z końcem wieku XVI była to wieś rybacka. Od zniemczonej postaci (c zamiast s) Zoppot powstały polskie Copot, Copoty, Soboty, Sobótka czy (szeroko rozpowszechnione) Sopoty, gdyż nie rozumiano wyrazu sopot, jednak prawidłowa (obecna, od 1945) nazwa przetrwała w kaszubszczyźnie, co zauważał już w 1922 prof. J. Lange na łamach „Gazety Gdańskiej”; pokusił się też on o zlokalizowanie strumienia o nazwie „Sopot”:

Wieś sama koncentrowała się mniej więcej około tego punktu, gdzie się styka górna część ulicy Morskiej ze szosą gdańską i pomorską. Blisko owego punktu znajdowała się też ongi karczma, a przed nią staw wiejski, zasilany wymienionym powyżej strumykiem. Na tem samem miejscu podzieś dzień jeszcze widzimy bardzo starej daty gościniec. Nic nie sprzeciwia się przypuszczeniu, że już pierwotni osadnicy obrali sobie to właśnie miejsce dla swoich siedzib. W takim razie można by łacno przypuścić, że owa wspomniana rzeczka „Dorfiflies”, która jeszcze teraz, w podziemne rury ujęta przepływa wzdłuż ulicy Morskiej, w dawnych czasach nosiła nazwę „Sopot”.

 a wcześniej w 1913 Bolesław Śląski pisał:

Owa powszechnie znana miejscowość kąpielowa nad Bałtykiem, dokoła której siedzi w mnogiej liczbie lud polski, nie ma dotychczas, rzecz szczególna, ustalonej w ustach naszej inteligencyi nazwy. Jedni ją zowią całkiem zniemiecka „Copot” lub „Copoty”, inni zaś bardziej z polska – „Sopotami” lub nawet „Sobotami”, jeżeli nie „Sobótką”. Tymczasem jedynie poprawna nazwa, za którą przemawia zarówno zasada językowa, jak i historyczna, to – „Sopot”.
Już ks. Pobłocki w swoim słowniku kaszubskim, wydanym w Chełmnie w 1887, wyraźnie zaznacza, iż starsze pokolenie ludzi, w pobliżu rzeczonej miejscowości zamieszkałych, nie mówi inaczej tylko „Sopot”, i że nazwa ta pozostaje w związku etymologicznym z wyrazami: sop, sopowaty, sopotać. Powiada on między innemi... „Sopot” = osada założona na miejscu zdroistem, sapowatem...

Plaża – kutry rybackie

Kazimierz Rymut, według którego nazwa wskazywała na szumiącą wodę jako źródło toponimu, bardziej doszukiwał się „Sopotu” w rzeczce przepływającej obok sopockiego grodziska.

## Demografia
Liczba ludności Sopotu na przestrzeni lat
- Największą populację Sopot odnotował w 1977 r. – 54 539 mieszkańców.

Piramida wieku mieszkańców Sopotu w 2014 roku.

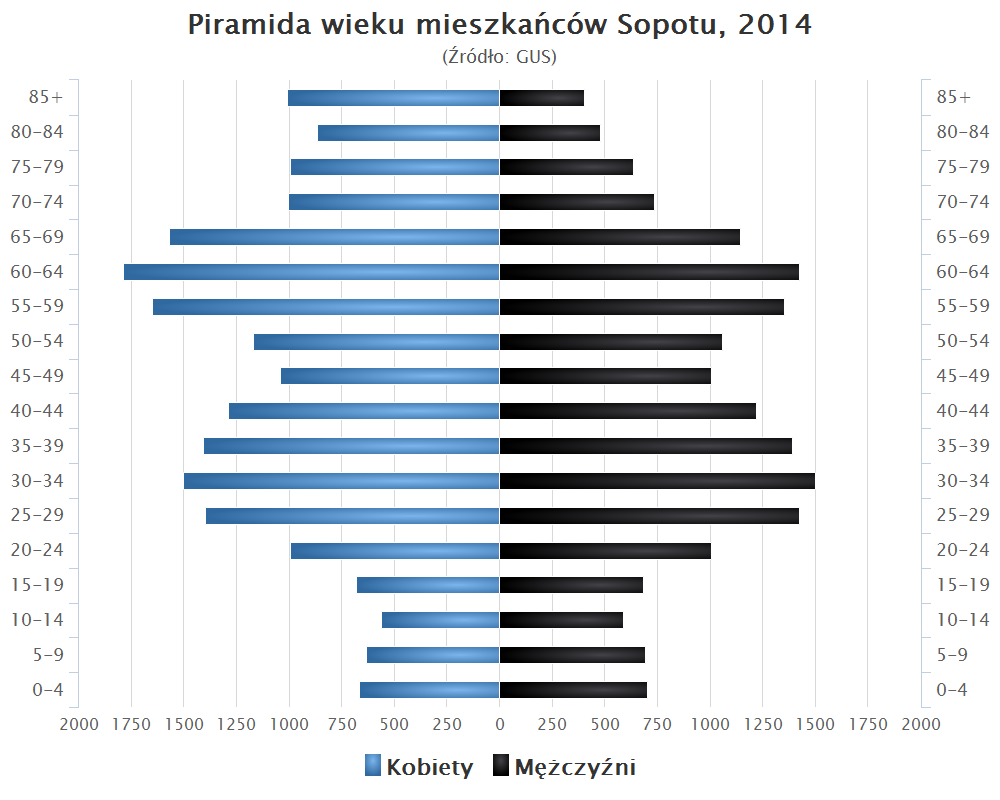

### Pochodzenie
Powojenna ludność Sopotu była głównie ludnością napływową, choć istniała też spora społeczność autochtonów (ok. 9%). Przedwojenni niemieccy mieszkańcy miasta zostali po 1945 roku wysiedleni, a na ich miejsce napłynęli w zdecydowanej większości Polacy. Według prof. Leszka Kosińskiego, struktura ludnościowa Sopotu w 1950 roku pod względem pochodzenia terytorialnego przedstawiała się następująco:
| Pochodzenie              | Liczba mieszkańców | Procentowo |
| ------------------------ | ------------------ | ---------- |
| Woj. gdańskie            | 7 043              | 19,19%     |
| Obszary w granicach ZSRR | 6 065              | 16,52%     |
| Miasto Warszawa          | 4 500              | 12,26%     |
| Woj. bydgoskie           | 3 133              | 8,54%      |
| Woj. warszawskie         | 2 209              | 6,02%      |
| Woj. lubelskie           | 1 652              | 4,50%      |
| Woj. poznańskie          | 1 632              | 4,45%      |
| Woj. kieleckie           | 1 152              | 3,14%      |
| Woj. łódzkie z Łodzią    | 1 141              | 3,11%      |
| Woj. białostockie        | 881                | 2,40%      |
| Zagranica oprócz ZSRR    | 863                | 2,35%      |
| Woj. krakowskie          | 775                | 2,11%      |
| Woj. rzeszowskie         | 687                | 1,87%      |
| Woj. katowickie          | 552                | 1,50%      |
| Woj. olsztyńskie         | 212                | 0,58%      |
| Pozostali                | 885                | 2,41%      |
| Ludność napływowa ogółem | 33 382             | 90,95%     |
| Autochtoni               | 3 321              | 9,05%      |
| Ogółem                   | 36 703             | 100%       |

## Gospodarka

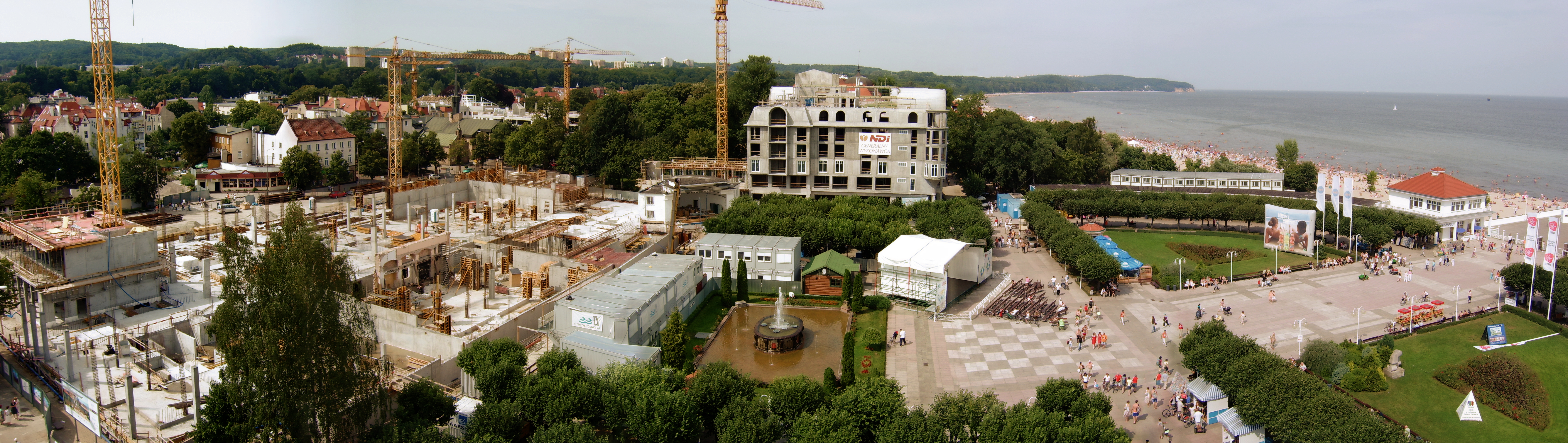
Plac Zdrojowy przed molo widziany z latarni morskiej; po lewej odbudowa Domu Zdrojowego, w środku budowa hotelu Sheraton

W miejscowości działał oddział przedsiębiorstwa państwowego Państwowe Tory Wyścigów Konnych. Obok działał Państwowy Ośrodek Treningu Koni Sopot, w 1993 jako Ośrodek Treningu Koni Sopot. W 1994 jako Zakład Treningowy Skarbu Państwa Sopot, następnie w 1994 przekształcony w Hipodrom Sopot Sp. z o.o., a w 1999 spółka została skomunalizowana.
W 2022 w Sopocie odnotowano jeden z najniższych w Polsce wskaźników bezrobocia, wynoszący 1,7% (około 300 osób).

## Turystyka

### Zabytki i obiekty turystyczne

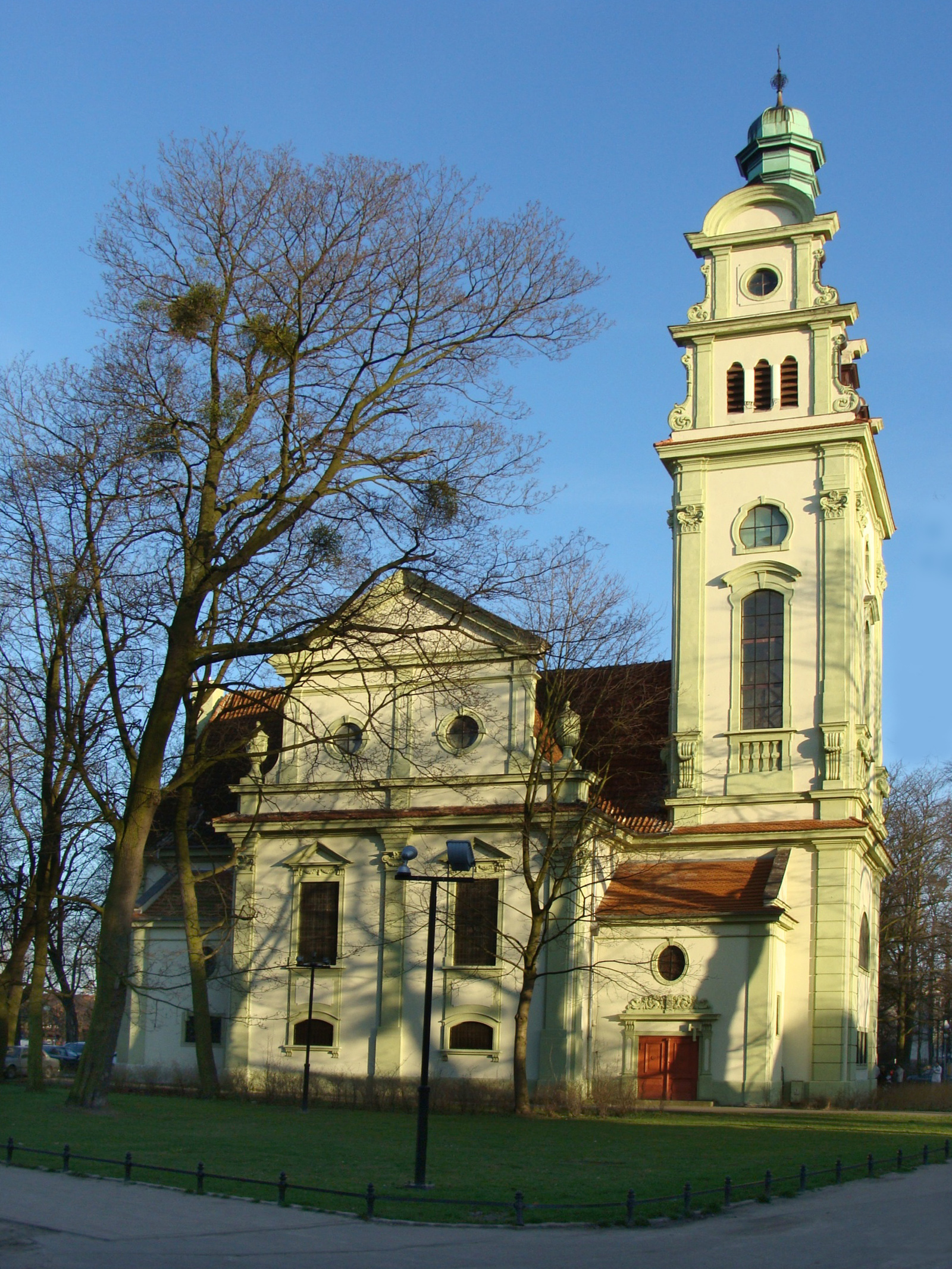
Ewangelicki kościół diecezjalny Zbawiciela

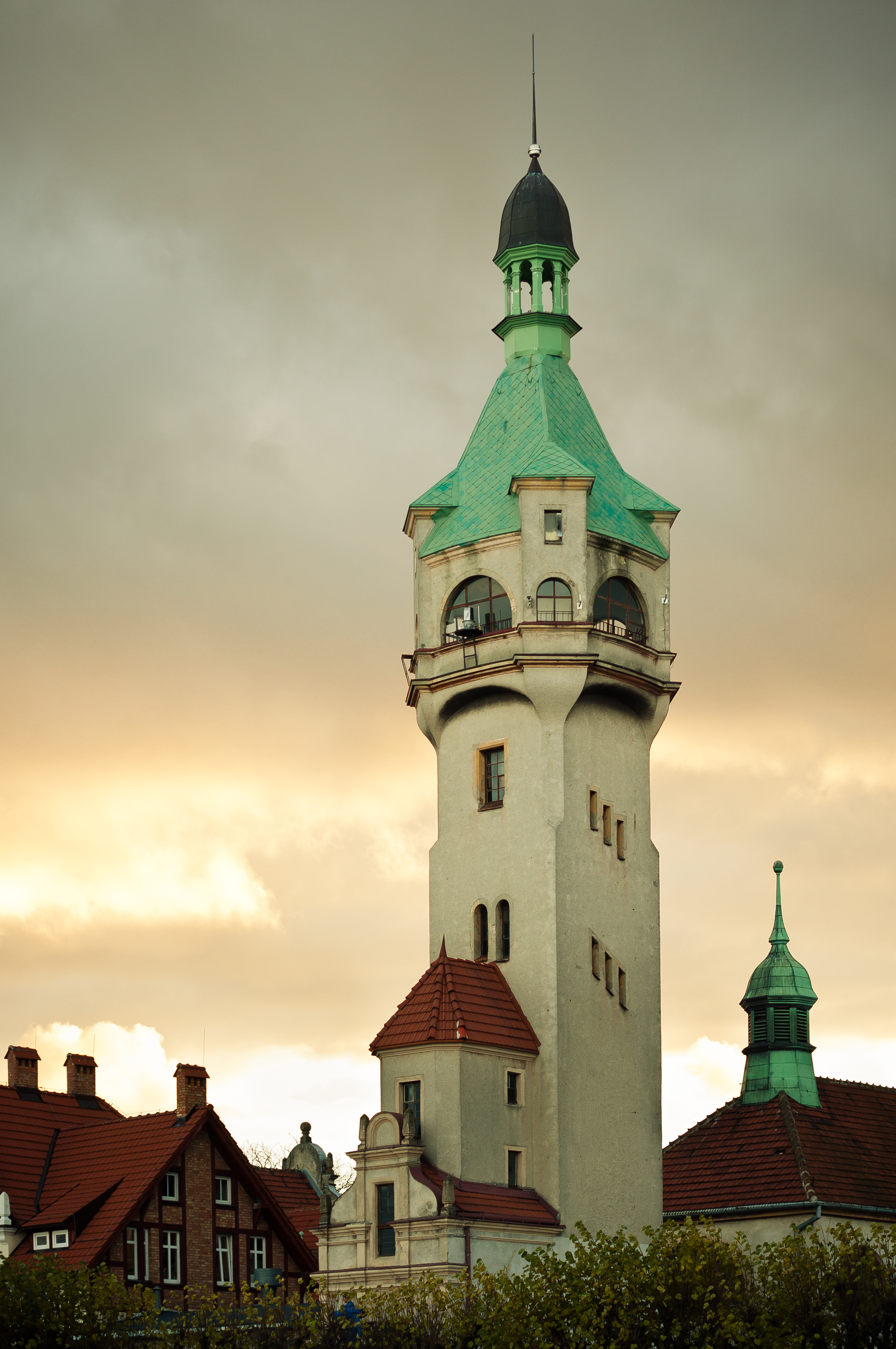
Latarnia Morska w Sopocie jest udostępniona do zwiedzania

- kościół Zbawiciela – kościół parafii ewangelicko-augsburskiej, zbudowany w latach 1913–1919, wpisany do rejestru zabytków 12 sierpnia 1976[27]
- Zakład Balneologiczny, wpisany do rejestru zabytków 18 maja 1982[27]
- ulica Bohaterów Monte Cassino o długości 635 m; wcześniejsze nazwy: do 1945 – Seestraße (Morska), 1945–1956 – Konstantego Rokossowskiego
- grodzisko wczesnośredniowieczne, ul. Haffnera
- latarnia morska
- molo spacerowe, drewniane, z XIX/XX wieku
- Opera Leśna z 1909, w okresie międzywojennym popularność zdobyła dzięki organizowanym tutaj Festiwalom Wagnerowskim, w okresie powojennym – międzynarodowym festiwalom piosenki
- Krzywy Domek
- cmentarz żydowski z 1913, ul. Malczewskiego, wpisany do rejestru zabytków 30 listopada 1983[27]
- plaże nad Zatoką Gdańską
- Trójmiejski Park Krajobrazowy – park krajobrazowy, utworzony 3 maja 1979
  - Wielka Gwiazda – skrzyżowanie dróg spacerowych na obszarze Trójmiejskiego Parku Krajobrazowego

### Baza noclegowa

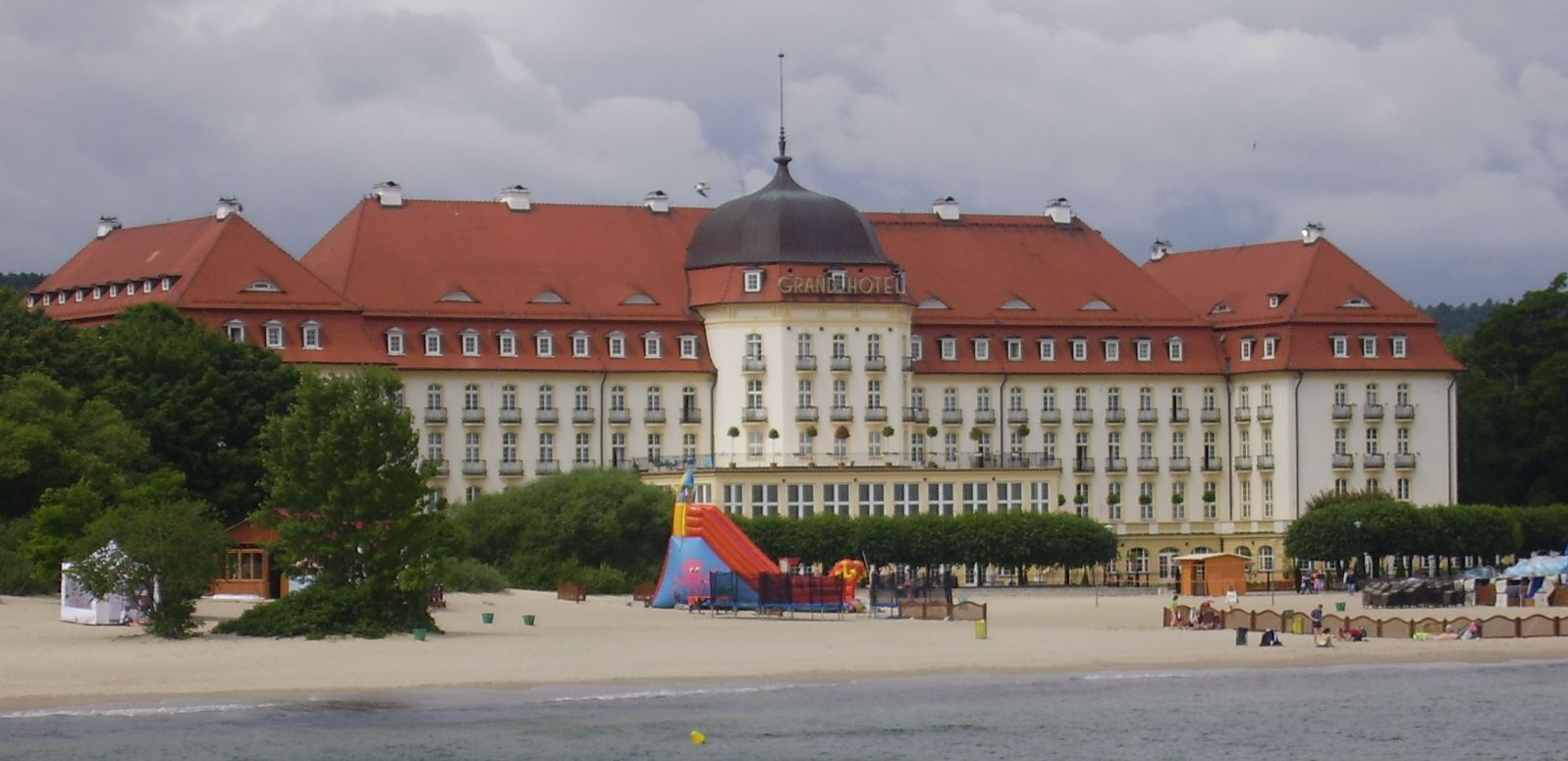
Grand Hotel w Sopocie

W Sopocie są 3 hotele pięciogwiazdkowe (tj. Sofitel Grand, Sheraton Sopot, Rezydent), 6 czterogwiazdkowych (Hotel Bayjonn, Hotel Haffner, Hotel Marriott Sopot, Hotel Sopot, Villa Antonina, Sopotorium Medical Resort) oraz szereg trzygwiazdkowych (m.in. Hotel Europa, Hotel Villa Baltica, Hotel Opera, Hotel Bursztyn, Hotel Sedan, Pensjonat Wanda, Hotel Molo, Hotel Zhong Hua, Villa Aqua, Villa 21, Villa Zacisze, Villa Flaming). W skład bazy noclegowej Sopotu wchodzą również hostele, pokoje i apartamenty.

## Uzdrowisko Sopot

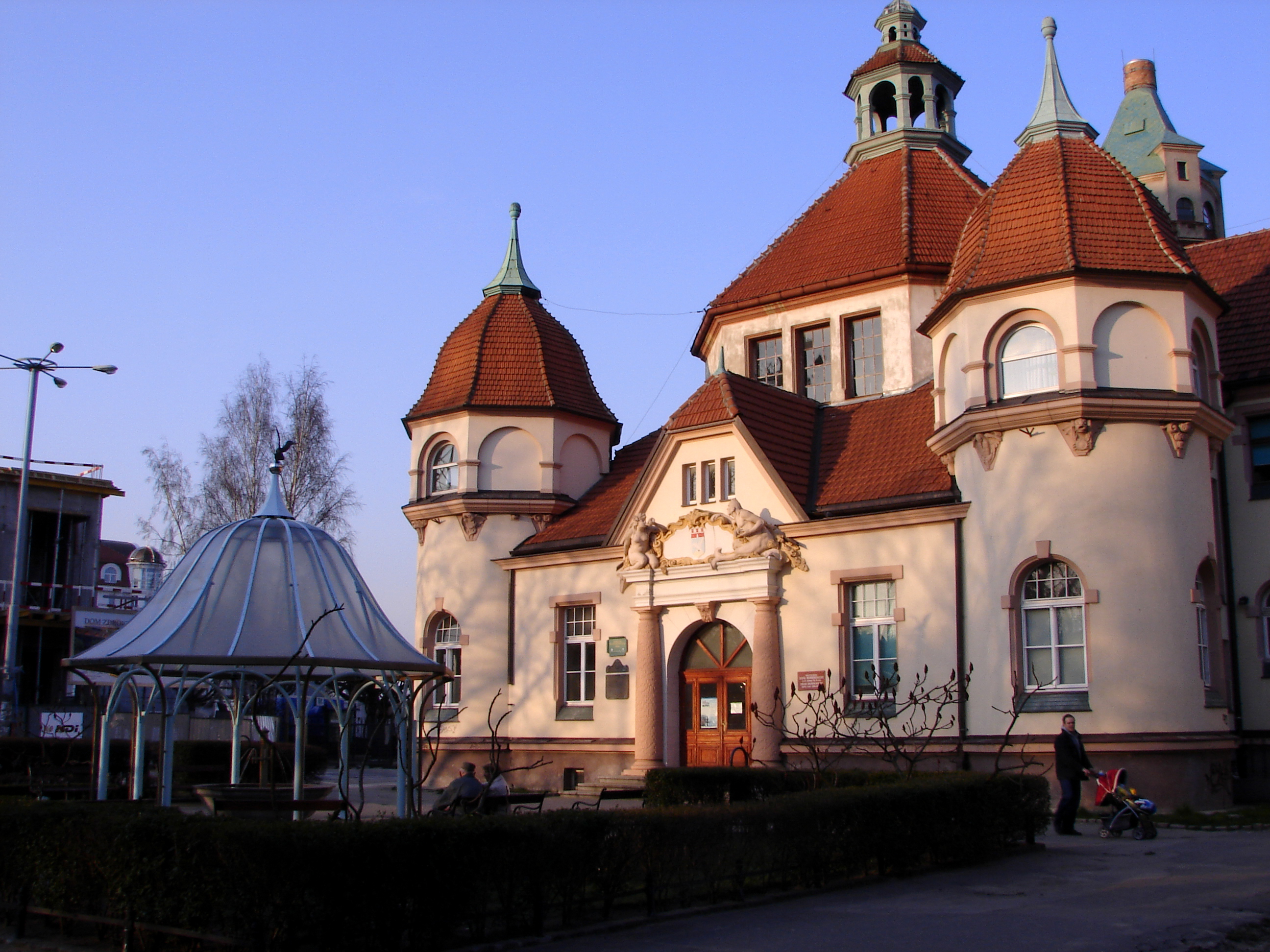
Zakład Balneologiczny, oferujący kąpiele solankowe oraz inhalacje

W uzdrowisku prowadzone jest leczenie w następujących kierunkach: choroby ortopedyczno-urazowe, choroby reumatologiczne, choroby kardiologiczne i nadciśnienie, choroby dolnych dróg oddechowych, osteoporoza.
Na terenie Sopotu znajduje się 5 zakładów lecznictwa uzdrowiskowego.
Na terenie uzdrowiska znajdują się udokumentowane naturalne surowce lecznicze: 4,2% woda chlorkowo-sodowa (solanka), jodkowa.

## Transport

### Ulice
Najdłuższymi ulicami w Sopocie są:
- Aleja Niepodległości – 4368 m
- Wojska Polskiego – 2458 m
- Malczewskiego – 2285 m
- 23 Marca – 2220 m
- Armii Krajowej – 2085 m[31]

Ponadto w granicach Sopotu znajduje się ul. Reja o długości ok. 3,4–3,5 km, zarządzana w większej części przez Lasy Państwowe.

### Miejski
Sopot organizację komunikacji miejskiej powierza sąsiednim miastom: Gdańskowi i Gdyni. Obecnie (stan na 23.03.2019) cztery linie autobusowe obsługiwane są przez ZTM w Gdańsku, a osiem linii autobusowych oraz dwie trolejbusowe należą do ZKM w Gdyni. Do ZTM (pojazdy czerwono-kremowe) należą tylko te linie, które przekraczają granicę Sopotu z Gdańskiem. ZKM (pojazdy niebiesko-białe) organizuje wszystkie spośród linii nieprzekraczających nigdzie granicy Sopotu oraz wszystkie, które przekraczają granicę z Gdynią. Organizatorzy ci honorują wzajemnie wszystkie emitowane przez siebie bilety jednoprzejazdowe, godzinne i całodobowe pod warunkiem, że pasażer nie przekroczy granicy Sopotu z miastem, które nie jest emitentem biletu. Wzajemnie honorowane są także bilety miesięczne ważne jedynie w granicach Sopotu. Przekraczając granicę Sopotu należy mieć bilet emitowany przez miasto, którego granicę się przekracza (z wyjątkiem linii N1).
Ponadto, w sezonie letnim 2 pojazdy („ekobusy”) łączą parking przy Ergo Arenie z centrum miasta, a 1 Operę Leśną z ul. Bohaterów Monte Cassino. Z tej formy podróży w 2020 skorzystało 11 tys. osób, a w lipcu 2021 – 10 tys. osób.

### Kolejowy
Sopot jest bardzo dobrze skomunikowany z miejscowościami aglomeracji, dzięki SKM w Trójmieście, która zatrzymuje się na stacji Sopot oraz przystankach Sopot Wyścigi, Sopot Kamienny Potok.
W roku 2014 przystąpiono do budowy nowego budynku dworca kolejowego na stacji Sopot, który oddano do użytku 18 grudnia 2015.

### Kalendarium
- 1864 – uruchomienie pierwszego środka transportu miejskiego – omnibusu konnego na trasie Gdańsk – Sopot przez firmę „Thiel, Goldwied und Hadlich”
- 1870 – do miasta dociera kolej
- 1926 – uruchomienie pierwszej linii autobusowej z Gdańska do Sopotu przez firmę „Danziger Verkehrsgesellschaft”
- do 1927 funkcjonowało nieopodal Łazienek Południowych lądowisko hydroplanów, z którego utrzymywano rozkładową komunikację lotniczą m.in. z Niemcami
- 1928–1934 – utrzymywanie linii autobusowej z Gdyni do Sopotu przez firmę „Władysław Szandrach”
- 1929–1930 – utrzymywanie linii autobusowej z Gdyni przez Towarzystwo Komunikacji Autobusowej
- 1930–1939 – utrzymywanie linii autobusowej z Gdyni przez Miejskie Towarzystwo Komunikacyjne
- 1940–1942 – utrzymywanie linii autobusowej Gdańsk-Gdynia przez firmę „Danziger Elektrische Strassenbahn AG”
- 1942–1945 – utrzymywanie linii autobusowej Gdańsk-Gdynia przez firmę „Verkehrsbetriebe Danzig Gotenhafen”
- 1945 – uruchomienie linii autobusowej Gdańsk-Gdynia
- 1946–1953 do Sopotu docierała linia tramwajowa nr 7 z Gdańska
- 1947 – otwarcie połączenia trolejbusowego z Gdyni

## Pomniki

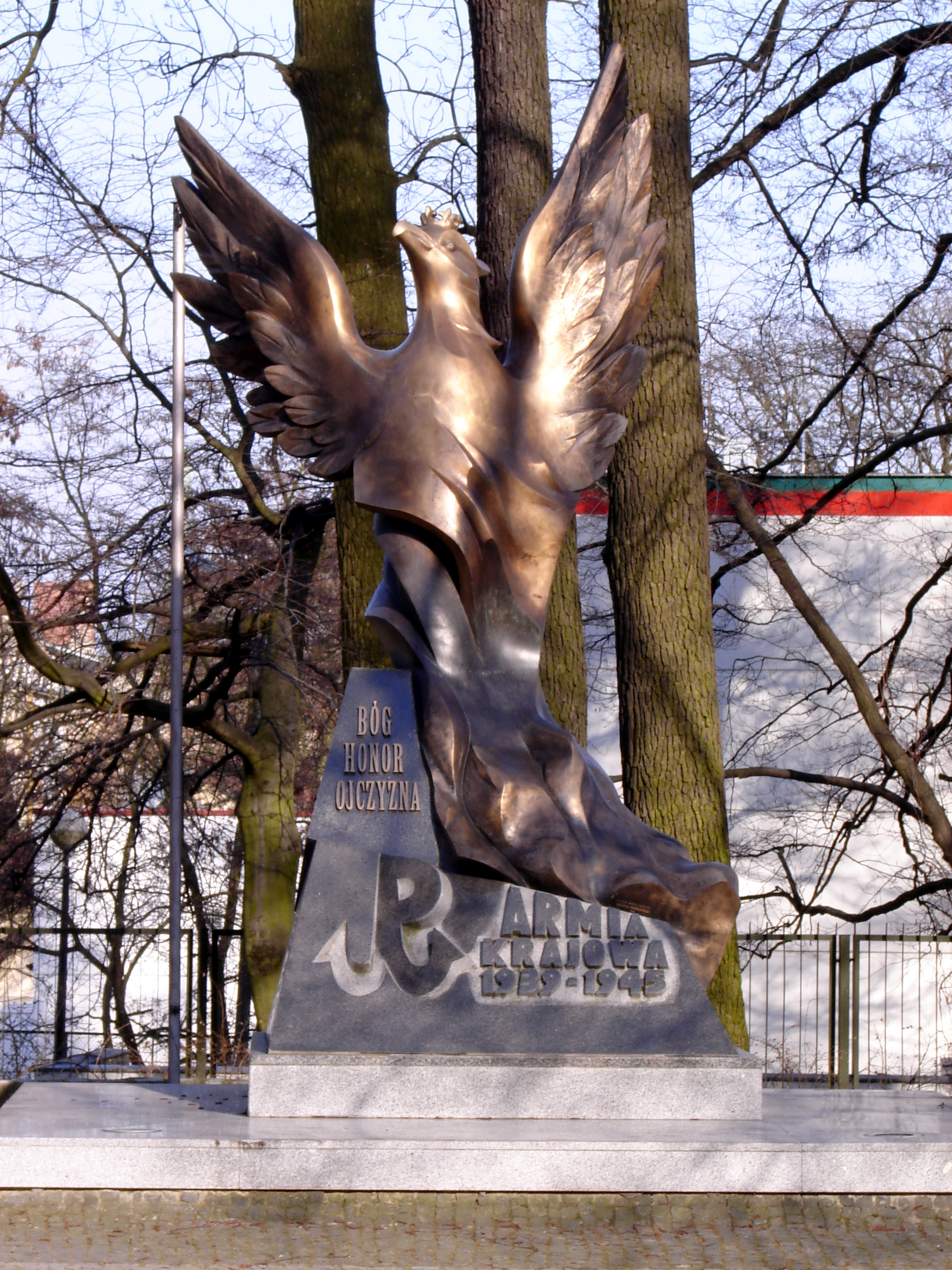
Pomnik AK w parku im. sanitariuszki Inki

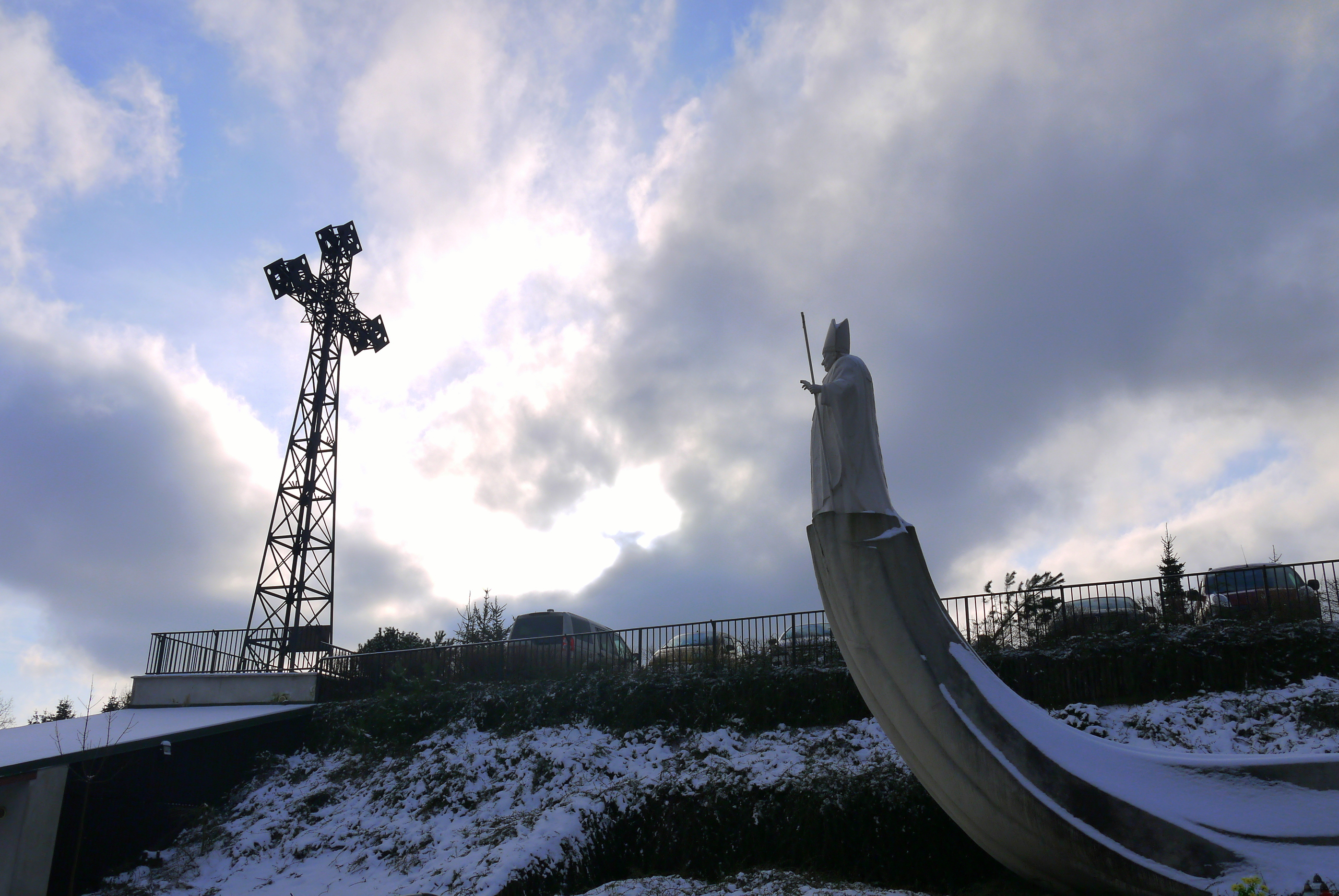
Pomnik papieża Jana Pawła II przy kościele Zesłania Ducha Świętego w dzielnicy Kamienny Potok

- Adama Mickiewicza
- Armii Krajowej
- Danuty Siedzikówny „Inki”
- Fontanna Jasia Rybaka
- Fryderyka Chopina
- Jana Pawła IIPomnik papieża Jana Pawła II przy kościele Zesłania Ducha Świętego w dzielnicy Kamienny Potok
- Jana Jerzego HaffneraPomnik dr Jana Jerzego Haffnera przy wejściu do Parku Północnego od strony Grand Hotelu

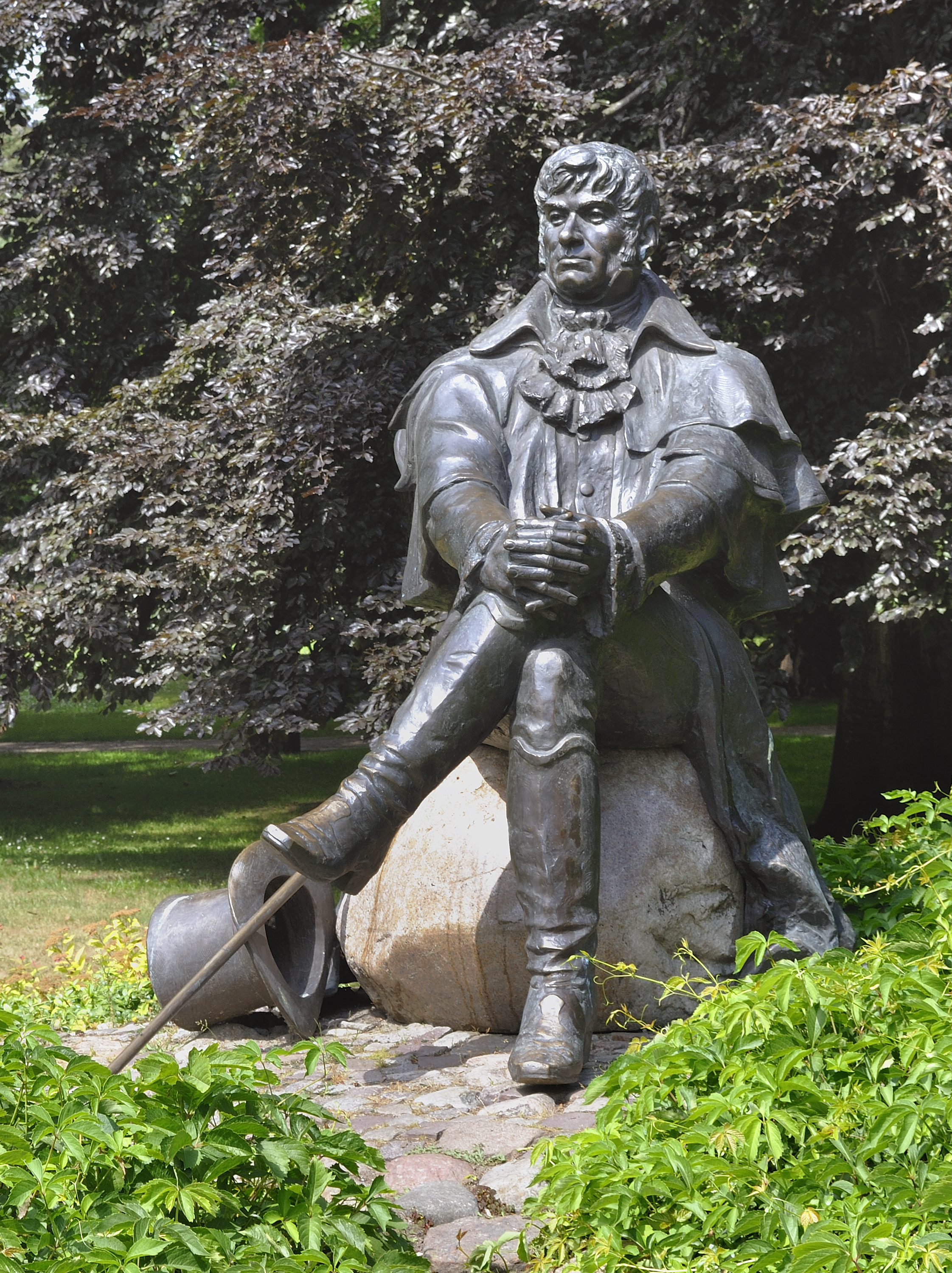
Pomnik dr Jana Jerzego Haffnera przy wejściu do Parku Północnego od strony Grand Hotelu

- Martyrologii Polskich Mieszkańców SopotuPomnik Pomordowanym mieszkańcom Sopotu przed Urzędem Miasta

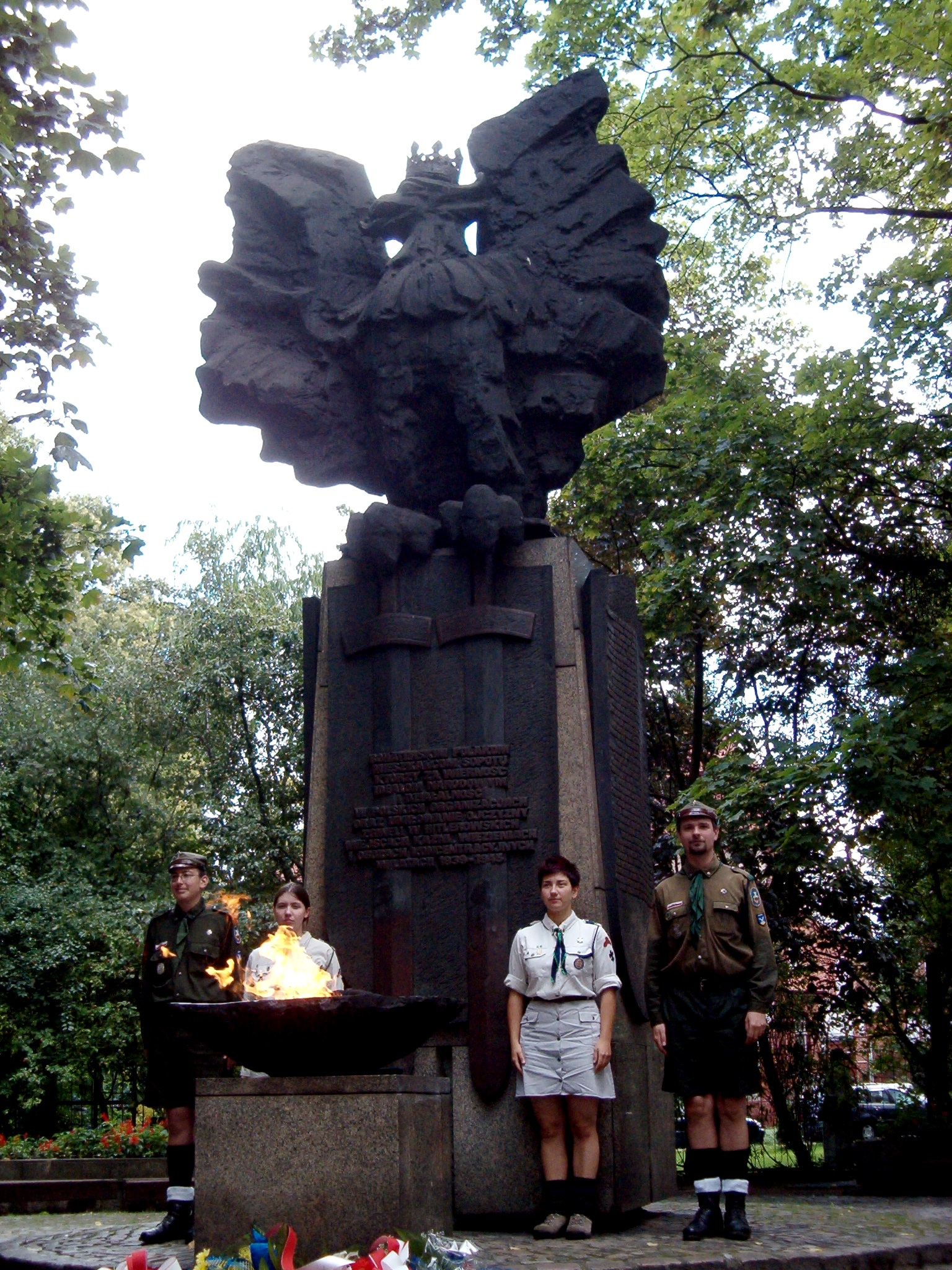
Pomnik Pomordowanym mieszkańcom Sopotu przed Urzędem Miasta

- Misia WojtkaOdsłonięcie pomnika Misia Wojtka na skarpie przy parafii garnizonowej pw. św. Jerzego 1 września 2019

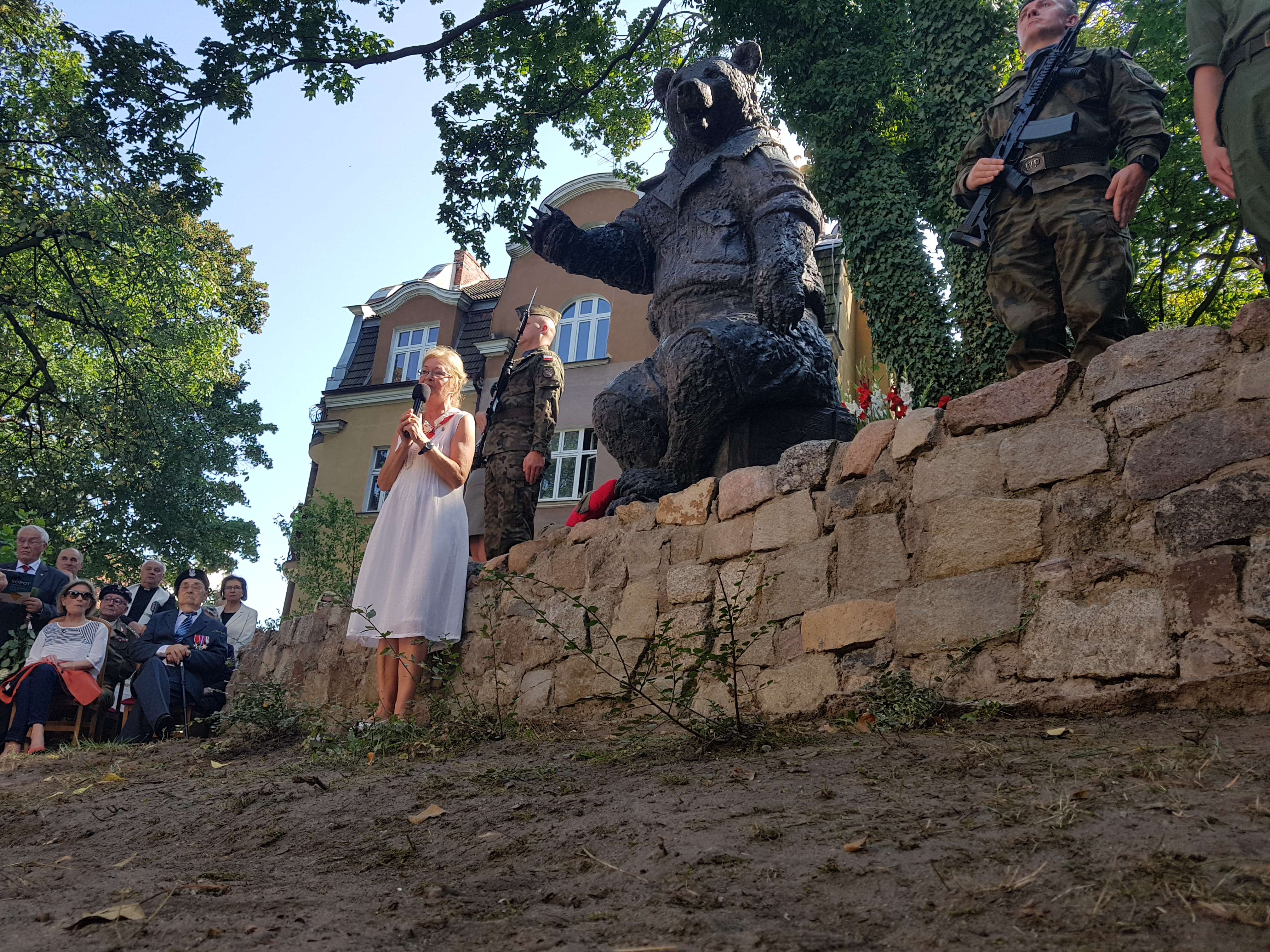
Odsłonięcie pomnika Misia Wojtka na skarpie przy parafii garnizonowej pw. św. Jerzego 1 września 2019

- Na pamiątkę powrotu Sopotu do Polski

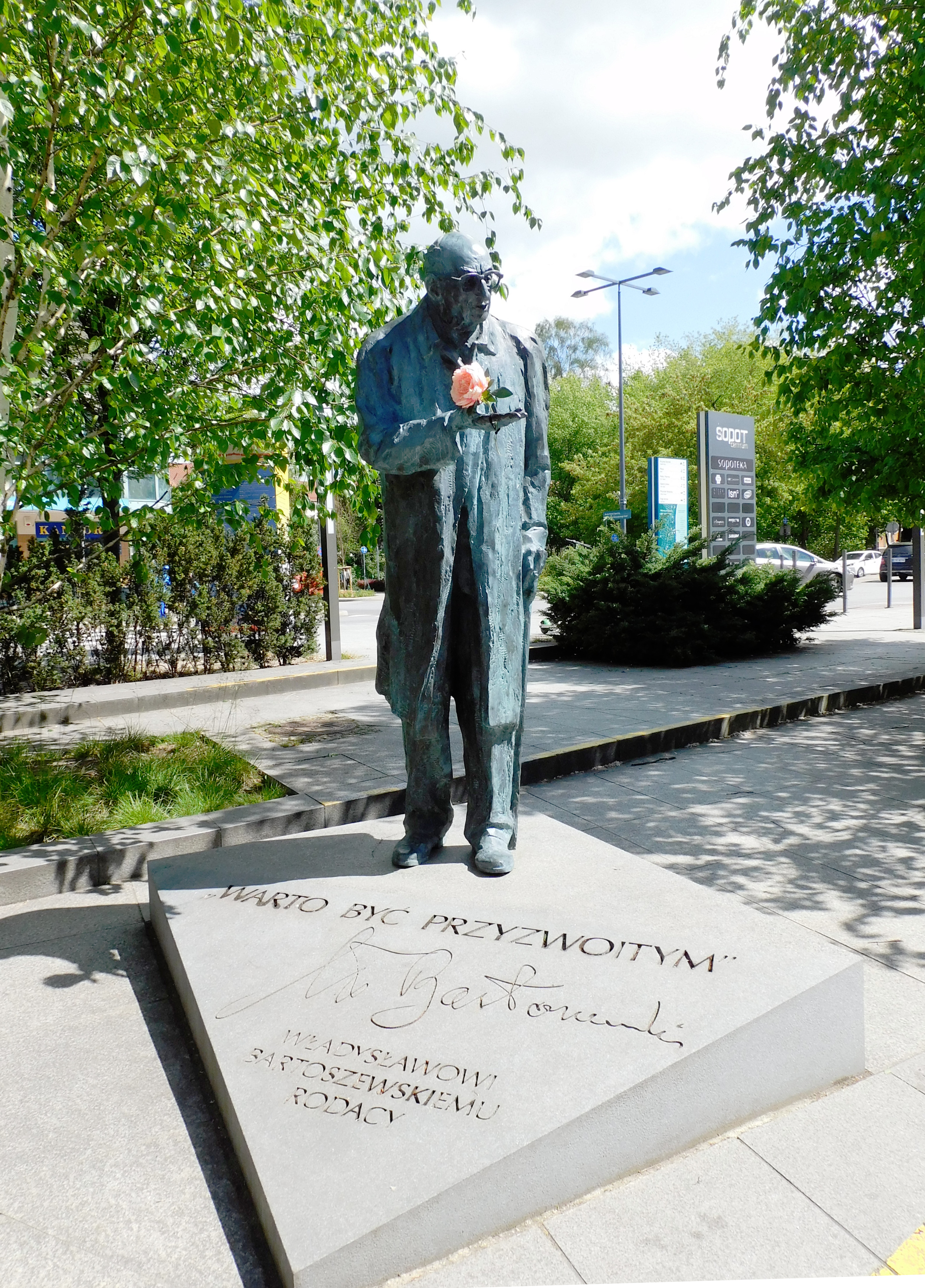
Pomnik Władysława Bartoszewskiego przed dworcem głównym w Sopocie.

- Parasolnika
- Szafa Polańskiego
- Władysława BartoszewskiegoPomnik Władysława Bartoszewskiego przed dworcem głównym w Sopocie.

### Głazy pamiątkowe
- Esperantystom
- Ottonowi Gerickemu, wielbicielowi Sopotu
- Leśniczemu Waldemarowi Hausmannowi
- Kamień Hanny Domańskiej
- Pomnik Zbigniewowi Herbertowi
- Na pamiątkę nadania stadionowi imienia Edwarda Hodury
- Marynarzom i lotnikom
- Kamień Czesława Miłosza
- Pomnik Marianowi Mokwie
- Ewie Moskalównie
- Polonii sopockiej i na pamiątkę Domu Polskiego
- Gustawowi v. Puttkamerowi
- Poległych sportowców
- Michałowi Urbankowi

## Edukacja
- Uniwersytet Gdański
  - Wydział Zarządzania, ul. Armii Krajowej 101; do 1969 część Wyższej Szkoły Ekonomicznej, następnie Wydział Ekonomiki Produkcji UG
  - Wydział Ekonomiczny, ul. Armii Krajowej 119-121; do 1969 część Wyższej Szkoły Ekonomicznej, następnie Wydział Ekonomiki Transportu UG

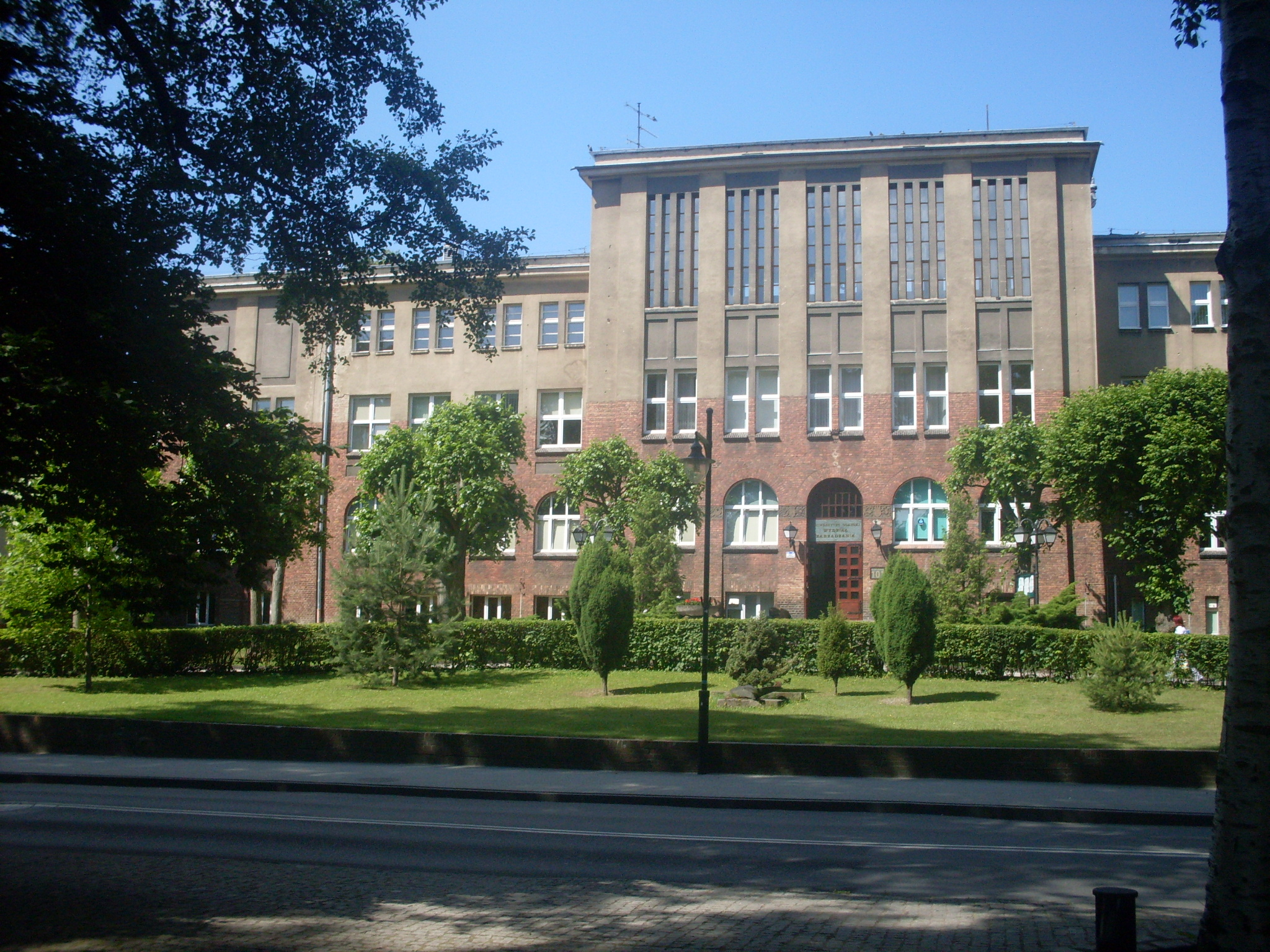
Budynek Wydziału Zarządzania Uniwersytetu Gdańskiego

- Sopocka Akademia Nauk Stosowanych, ul. Rzemieślnicza 5
- Wydział Zamiejscowy SWPS Uniwersytetu Humanistycznospołecznego, ul. Polna 16-20

- Sopocka Szkoła Zarządzania

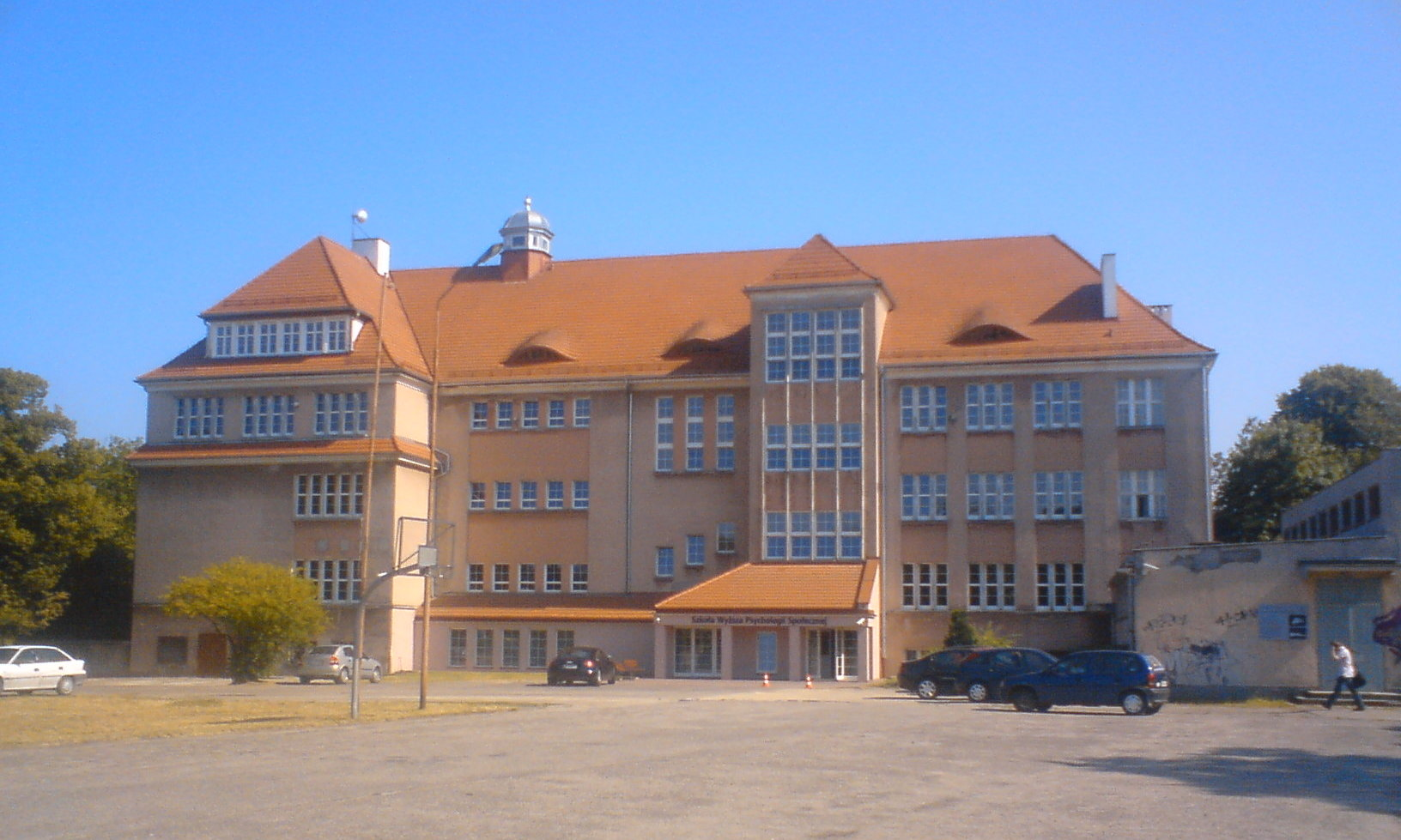
Wydział Zamiejscowy w Sopocie SWPS Uniwersytetu Humanistycznospołecznego

- Zespół Szkół nr 1 im. Marii Skłodowskiej-Curie
  - I Liceum Ogólnokształcące
  - V Liceum Sportowe SMS
  - Gimnazjum nr 1
  - Lokalna Akademia Informatyczna przy ZSO 1
- II Liceum Ogólnokształcące im. Bolesława Chrobrego
- III Liceum Ogólnokształcące im. Agnieszki Osieckiej
- Sopocka Akademia Tenisowa – Gimnazjum i Liceum Ogólnokształcące
- Zespół Szkół Handlowych
- Sopockie Szkoły Autonomiczne (Sopocka Autonomiczna Szkoła Podstawowa, Sopockie Autonomiczne Gimnazjum, Sopockie Autonomiczne Liceum)
- Gimnazjum nr 2
- Zespół Szkół nr 3
  - Szkoła Podstawowa z Oddziałami Sportowymi nr 7
  - Gimnazjum Sportowe nr 3
- Szkoła Podstawowa z Oddziałami Integracyjnymi nr 9
- Szkoła Podstawowa z Oddziałami Integracyjnymi nr 8
- Szkoła Podstawowa z Oddziałami Integracyjnymi im. Armii Krajowej nr 1

## Kultura

### Galerie i muzea

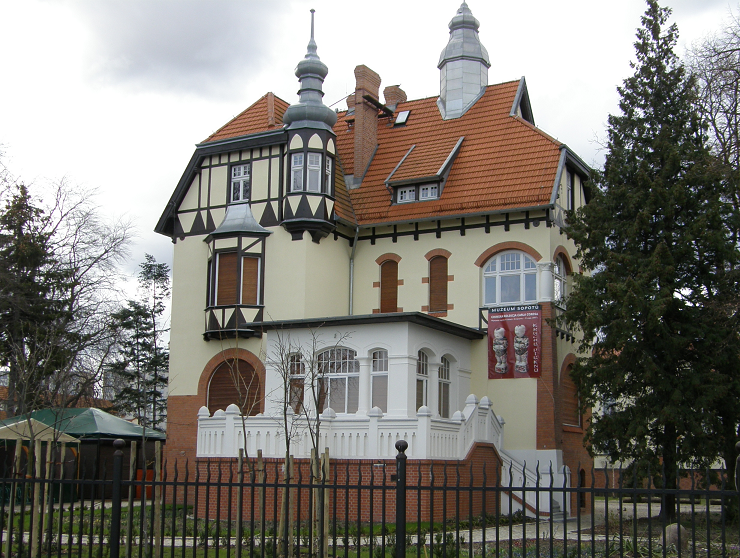
Muzeum Sopotu, wcześniej rezydencja władz partyjno-rządowych PRL (1945-1983)

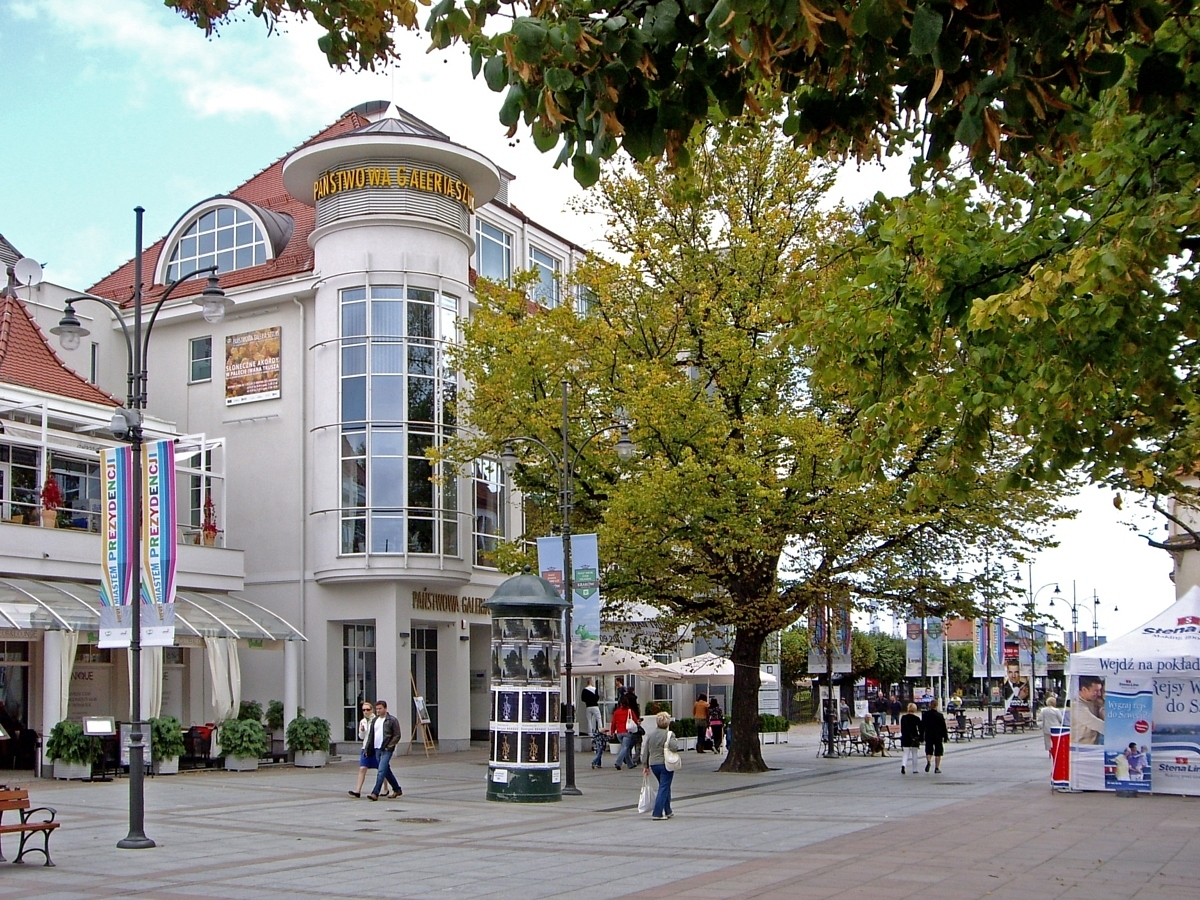
Państwowa Galeria Sztuki

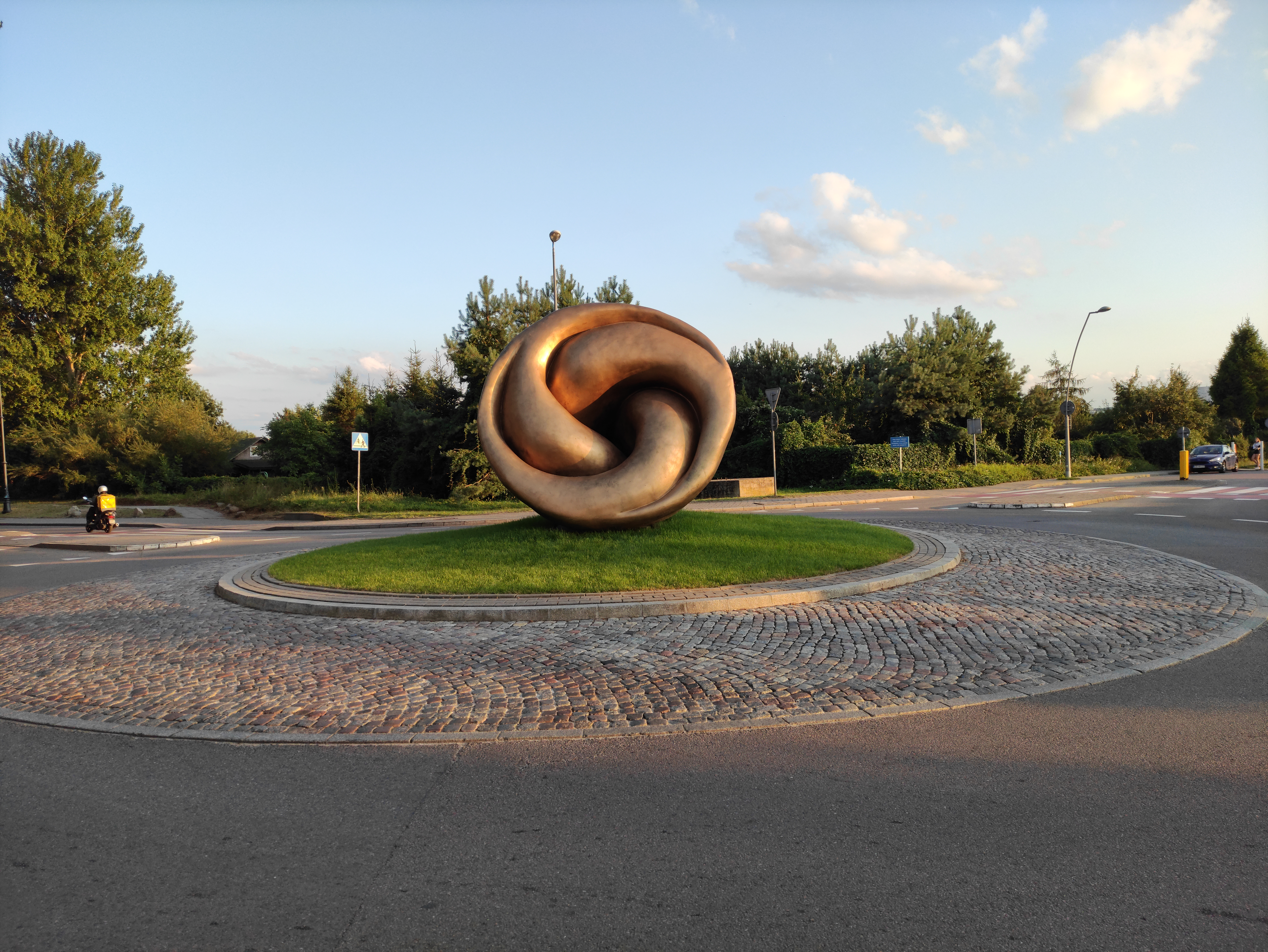
Rzeźba Echo na rondzie przy ulicy Bitwy pod Płowcami

- Państwowa Galeria Sztuki
- Muzeum Sopotu
- Grodzisko Skansen Archeologiczny[33]

### Teatry
- Scena Kameralna Teatru Wybrzeże
- Teatr na Plaży (scena impresaryjna, poprzednio Sopocka Scena Off de Bicz)
- Teatr Atelier im. Agnieszki Osieckiej
- Teatr BOTO (od 2016 roku posiada swoją siedzibę przy Fontannie Jasia Rybaka)
- Teatr przy stole (czytanie performatywne w Dworku Sierakowskich, głównie przez aktorów Teatru Wybrzeże)

### Kina
- Multikino Sopot (od 2009)
- DKF Kurort (klub dyskusyjny)

### Filharmonia
- Polska Filharmonia Kameralna Sopot

### Inne instytucje kultury
- Towarzystwo Przyjaciół Sopotu (Dworek Sierakowskich)
- Goyki 3 Art Inkubator
- Miejska Biblioteka Publiczna im. Józefa Wybickiego (Miniteka, Koc i Książka, Broadway, Sopoteka – galeria kultury multimedialnej, filie nr 2, 6, 8)

### Imprezy cykliczne
Lista cyklicznych imprez kultury odbywających się w Sopocie:
teatr i pokrewne:
- Festiwal Teatru Polskiego Radia i Telewizji Polskiej Dwa Teatry, którego organizatorami są Polskie Radio i Telewizja Polska (odbywa się od 2001)
- Festiwal Between-Pomiędzy – międzynarodowy festiwal poświęcony związkom teatru i literatury
- Sopot Non-Fiction – rezydencja artystyczna i festiwal teatru dokumentalnego (odbywa się od 2012)

film:
- Sopot Film Festival, międzynarodowy festiwal filmowy (odbywa się od 2001)

literatura:
- Międzynarodowy Festiwal Literacki Sopot
- Festiwal Poezji w Sopocie (co dwa lata, współorganizowany przez Topos)

muzyka poważna i pokrewne:
- Międzynarodowy Festiwal Chóralny Mundus Cantat Sopot odbywający się od 2005, w maju
- Festiwal Artloop – międzynarodowy interdyscyplinarny festiwal sztuk wizualnych, designu i muzyki
- Sopot Jazz Festival
- Festiwal Sopot Classic (letni festiwal muzyki poważnej)

muzyka popularna:
- H&M Loves Music – cykl letnich koncertów w sopockiej Zatoce Sztuki
- Festiwal piosenki w Sopocie
  - Festiwal Jedynki, którego organizatorem była TVP (od 2007 impreza nie odbywa się)
  - Sopot Hit Festiwal, którego organizatorami byli TVP i Radio Eska (odbył się tylko w 2008 i 2009)
  - Międzynarodowy Festiwal Piosenki w Sopocie – Sopot Festival, w związku z trwającym remontem Opery Leśnej w latach 2010–2011 nie odbywał się, ponownie od roku 2012
  - TOPtrendy, którego organizatorem jest telewizja Polsat (do 2014, od 2015 pod nazwą Polsat SuperHit Festiwal)

## Sport

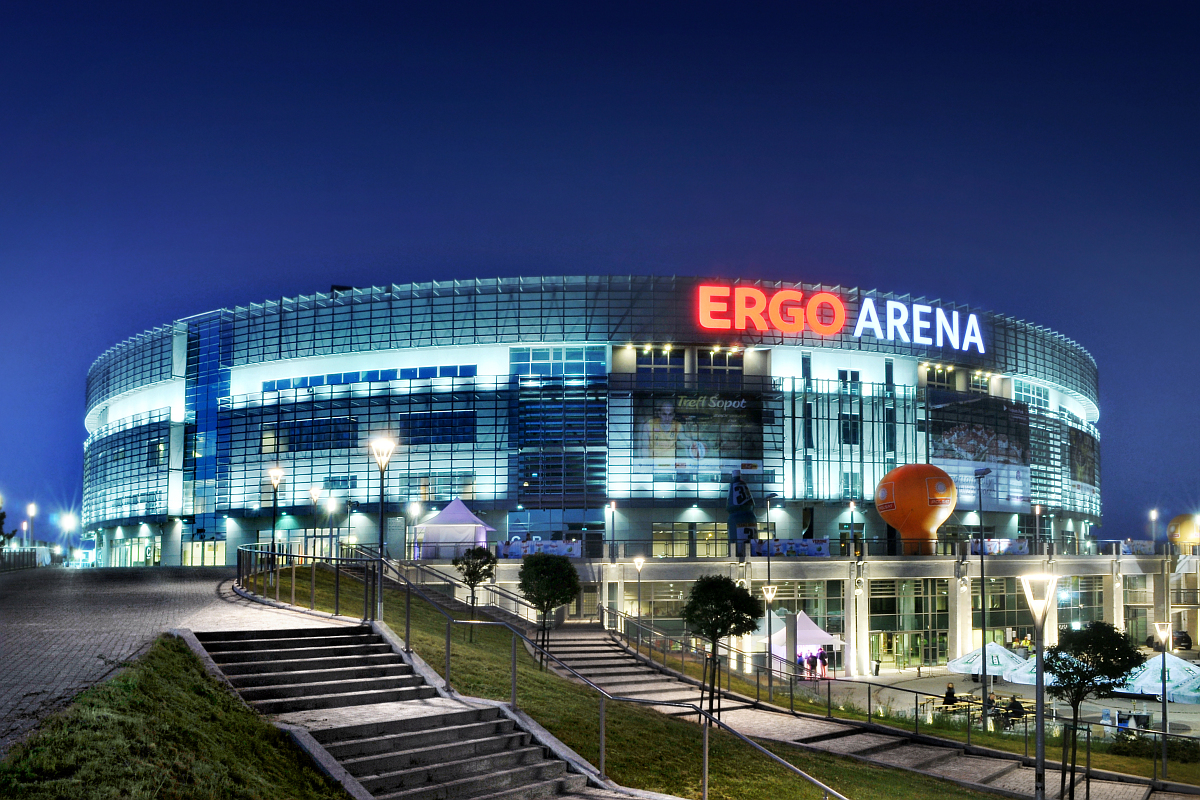
Hala Ergo Arena, znajdująca się na granicy Sopotu i Gdańska

W 2014 miasto było gospodarzem lekkoatletycznych halowych mistrzostw świata
- Uczniowski Klub Sportowy „Siódemka” – koszykówka i sporty wodne
- Sopocki Klub Jeździecki mieszczący się na Hipodromie[38]
- Sopocki Klub Lekkoatletyczny
- Stowarzyszenie motorowodne Yacht Klub Sopot
- Mini Golf Club Sopot – Minigolfowy klub sportowy
- MKS Ogniwo Sopot – Ekstraliga Rugby (wielokrotny mistrz Polski w różnych kategoriach wiekowych)
- Trefl Sopot – zespół koszykówki mężczyzn (Mistrz Polski 2004, 2005, 2006, 2007, 2008)
- SPK – Sopocki Potok Kamionka – Stowarzyszenie Sportowe (piłka nożna)
- Mewa Sopot – klub piłkarski mężczyzn
- PDP Ogniwo Sopot – Klub piłkarski mężczyzn, Akademia Piłkarska
- SAP Sopot – Akademia Piłkarska, Klub piłkarski mężczyzn
- Sopocki Klub Żeglarski Hestia Sopot
- SSK Navigo Sopot Sopocka Szkoła Katamaranów Navigo i Uczniowski Klub Sportowy Navigo
- SSKiR – Sopockie Stowarzyszenie Kulturystyki i Rekreacji
- Sopot Curling Club Wa ku’ta
- Sopocki Klub Hokejowy – Mad Dogs Sopot
- Sekcja pływacka MOSiR Sopot
- Klub Uczelniany AZS SSW Sopot – przy Sopockiej Szkole Wyższej
- Sopockie Rowerowe Stowarzyszenie „FreeStajnia”
- Sopockie WOPR
- Sopocki Klub Kendo
- Sabercats Sopot – klub futbolu amerykańskiego
- Górskie Samochodowe Mistrzostwa Polski rozgrywane na trasie Sopot-Gdynia, których organizatorem jest AK Orski.
- Sopocki Klub Tenisowy

## Administracja

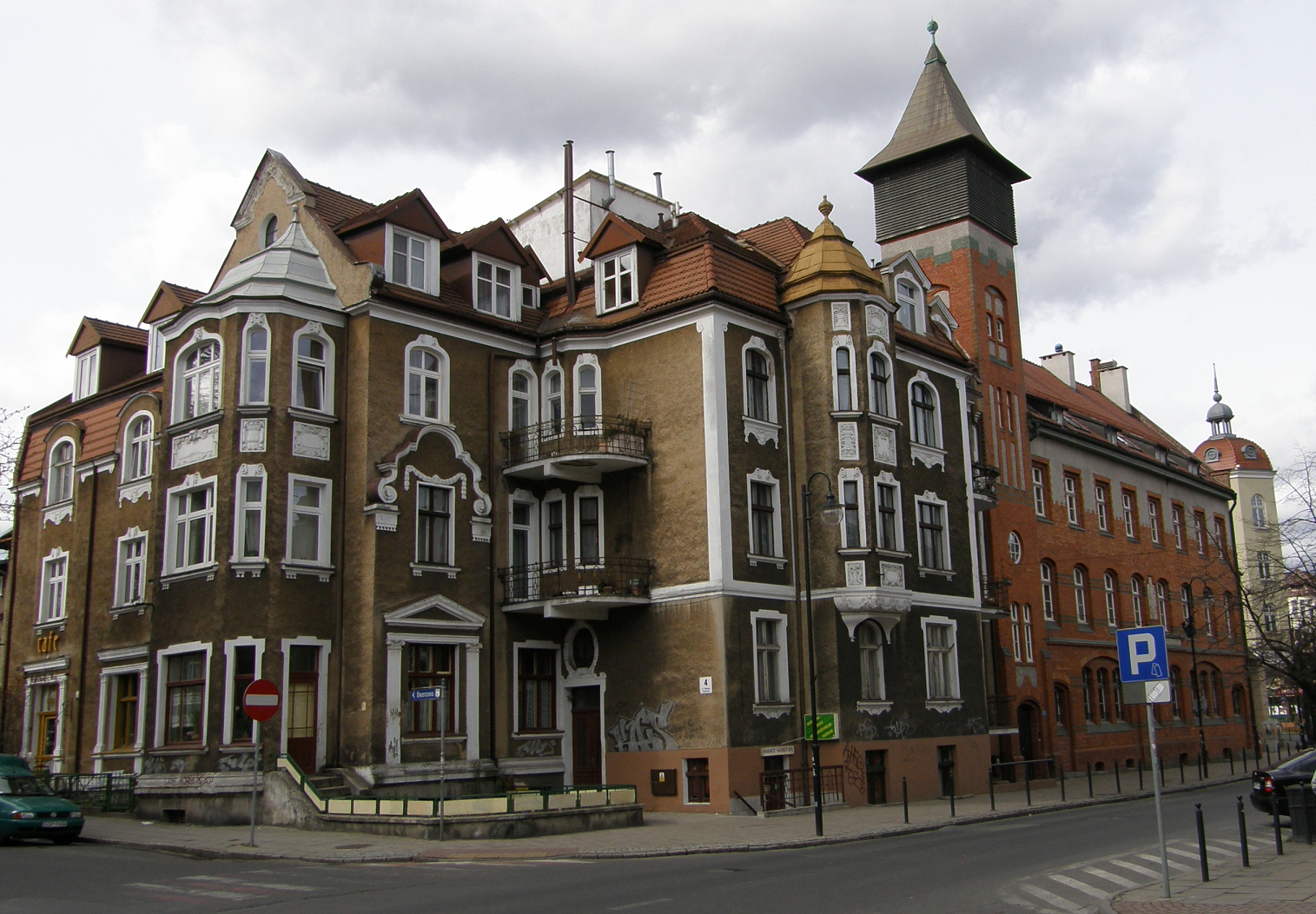
Poczta w Sopocie (z prawej strony zdjęcia)

### Samorząd
Organem uchwałodawczym jest Rada Miasta Sopotu, składająca się z 21 radnych.

### Obecne Władze miasta

#### Urząd miasta
- Prezydent miasta – Magdalena Czarzyńska-Jachim
- Zastępca prezydenta miasta – Michał Banacki
- Zastępca prezydenta miasta – Magdalena Cieślik[40]
- Sekretarz miasta – Wojciech Zemła
- Skarbnik miasta – Mirosław Goślicki

#### Rada miasta
- Przewodniczący Rady Miasta – Aleksandra Gosk[40]
- Wiceprzewodniczący Rady Miasta – Grażyna Czajkowska[41]
- Wiceprzewodniczący Rady Miasta – Paweł Petkowski
- Wiceprzewodniczący Rady Miasta – Grzegorz Wendykowski

| Ugrupowanie                           | Kadencja 2002-2006 | Kadencja 2006-2010 | Kadencja 2010-2014 | Kadencja 2014-2018 |
| ------------------------------------- | ------------------ | ------------------ | ------------------ | ------------------ |
| Sojusz Lewicy Demokratycznej          | 3 (SLD-UP)         | –                  | –                  | –                  |
| Samorządność Sopot                    | 13                 | 6                  | 2                  | –                  |
| KWW Lecha Kaczyńskiego w Sopocie      | 5                  | –                  | –                  | –                  |
| Prawo i Sprawiedliwość                | –                  | 5                  | 4                  | 4                  |
| Platforma Obywatelska                 | –                  | 9                  | 8                  | –                  |
| Budujemy Nowy Sopot                   | –                  | 1                  | –                  | –                  |
| Kocham Sopot                          | –                  | –                  | 7                  | 4                  |
| Platforma Sopocian Jacka Karnowskiego | –                  | –                  | –                  | 13                 |

Mieszkańcy wybierają organ wykonawczy – Prezydenta Miasta Sopotu.
Miasto jest członkiem związków gmin: Komunalny Związek Gmin „Dolina Redy i Chylonki”, Metropolitalny Związek Komunikacyjny Zatoki Gdańskiej.

## Dzielnice
Sopot nie ma oficjalnego podziału na dzielnice, ani na osiedla. W 2006 Rada Miasta przegłosowała uchwałę, w której proponowano ustalenie i ogłoszenie w dziennikach urzędowych następującego podziału:
- Dolny Sopot – tereny po wschodniej stronie Alei Niepodległości, na północ od ul. 3 Maja,
- Górny Sopot – tereny po zachodniej stronie Alei Niepodległości, na północ od ul. Mikołaja Reja, na południe od ul. Jacka Malczewskiego,
- Stawowie,
- Świemirowo – tereny po zachodniej stronie Alei Niepodległości, na południe od ul. Mikołaja Reja,
- Karlikowo – tereny po wschodniej stronie Alei Niepodległości, na południe od ul. 3 Maja,
- Brodwino – obejmuje ulice Oskara Kolberga oraz Władysława Cieszyńskiego,
- Kamienny Potok – od północy graniczy z Gdynią, od zachodu z Brodwinem, a południową granicę wyznacza ul. Jacka Malczewskiego.

Dodatkowo w umownym podziale wyróżnia się następujące części miasta:
- Przylesie – obejmuje ulice 23 marca i Zacisze, na zachód od ul. Piaskowej,
- Leśna Polana – otoczona lasem zabudowa przy zachodniej granicy miasta.

## Miasta partnerskie
Sopot utrzymuje kontakty partnerskie z następującymi miastami:
| Miasto          | Państwo         | Rok podpisania porozumienia |
| --------------- | --------------- | --------------------------- |
| Aszkelon        | Izrael          | 1993                        |
| Frankenthal     | Niemcy          | 1991                        |
| Karlshamn       | Szwecja         | 1990                        |
| Næstved         | Dania           | 1990                        |
| Ratzeburg       | Niemcy          | 1994                        |
| Southend-on-Sea | Wielka Brytania | 1999                        |
| Miastko         | Polska          | 2006                        |
| Zakopane        | Polska          | 1993                        |

W przeszłości Sopot posiadał również umowę o współpracy z rosyjskim Peterhofem, jednak została ona zawieszona w 2014 roku, po anektowaniu Krymu, a następnie oficjalnie zerwana w 2022 roku w efekcie rosyjskiej inwazji na Ukrainę. W zamian zaproponowano nawiązanie współpracy z ukraińskim Białogrodem nad Dniestrem.

## Religia
Kościoły rzymskokatolickie

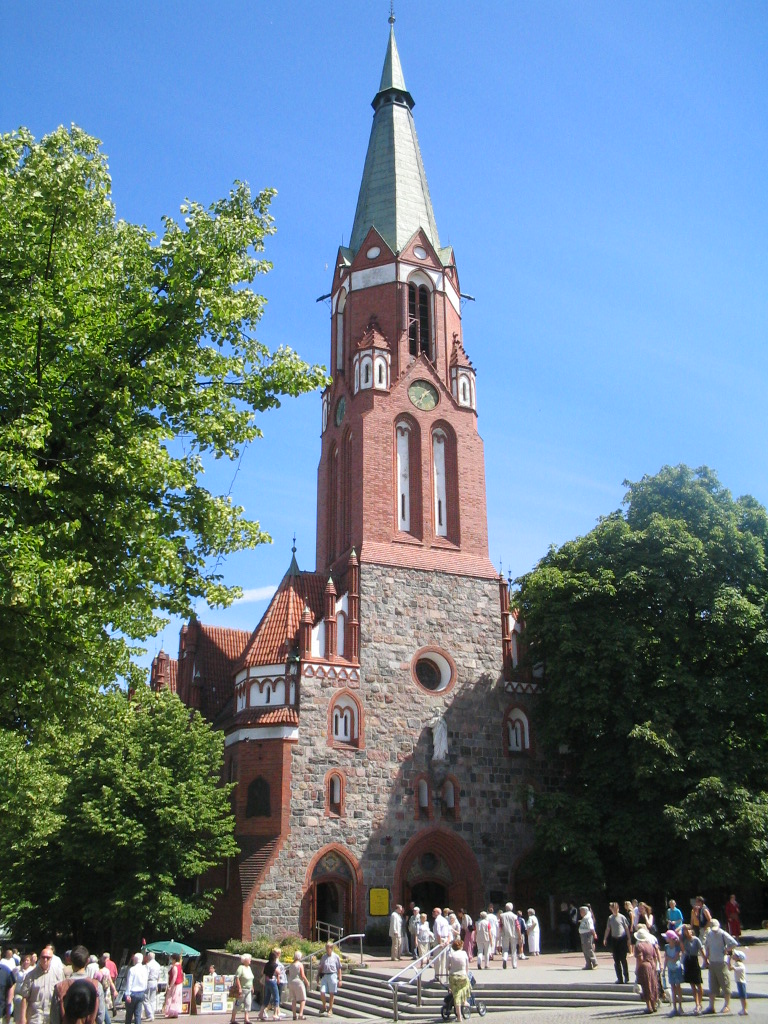
Kościół garnizonowy św. Jerzego w Sopocie

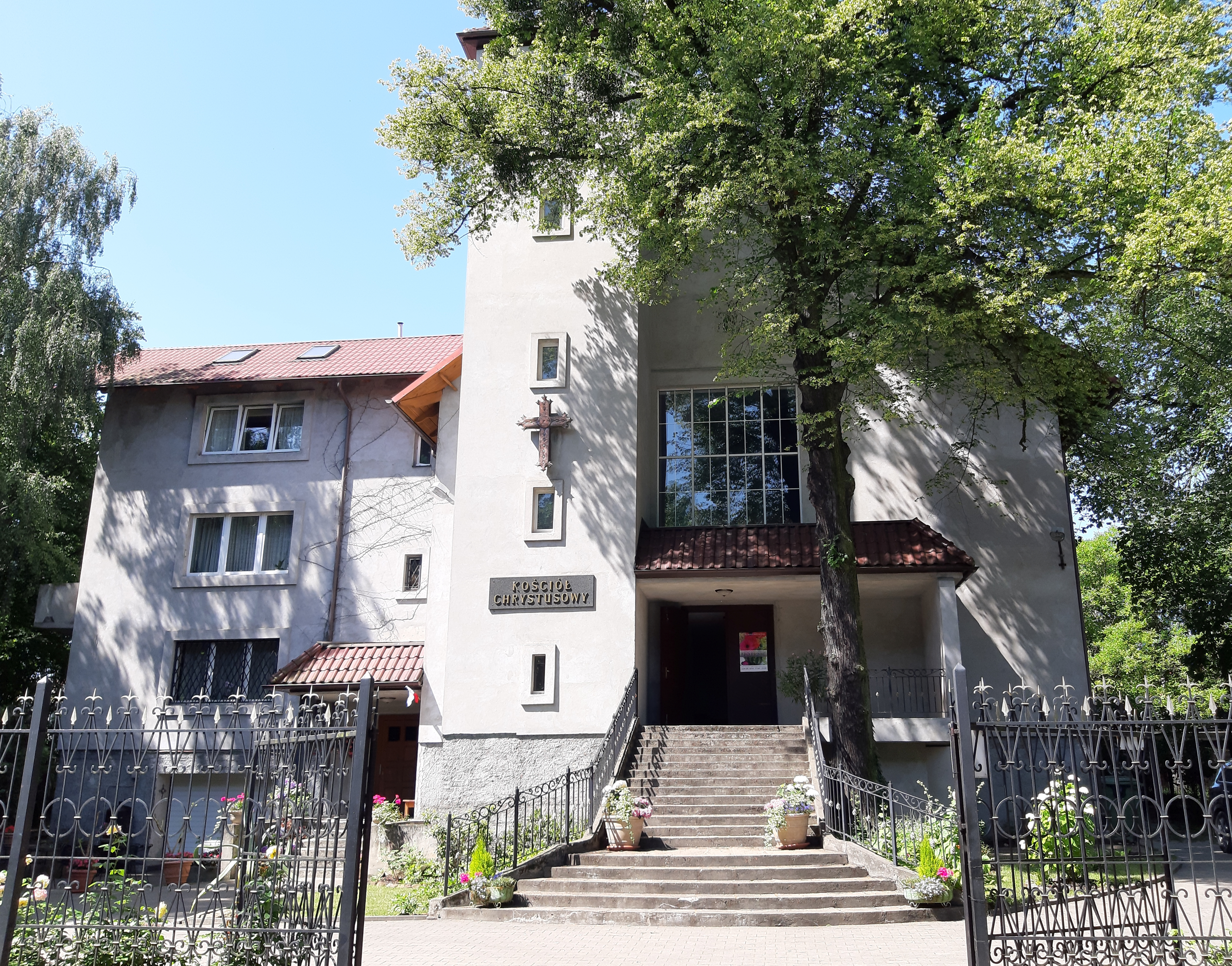
Kościół Chrystusowy w Sopocie

- Parafia św. Michała Archanioła – Kościół parafialny św. Michała Archanioła, ul. 3 Maja 38a[49];
- Parafia Najświętszej Maryi Panny Wniebowziętej – Gwiazda Morza – Kościół parafialny Najświętszej Maryi Panny Wniebowziętej – Gwiazdy Morza, ul. Kościuszki 19[50];
- Parafia cywilno-wojskowa św. Jerzego – Kościół garnizonowy św. Jerzego (wcześniej kościół ewangelicki Zbawiciela (Erlöserkirche)), ul. Kościuszki 1[51][52][53];
- Parafia św. Andrzeja Boboli – Kościół parafialny św. Andrzeja Boboli, ul. Powstańców Warszawy 15[54];
- Parafia św. Bernarda – Kościół parafialny św. Bernarda, ul. Abrahama 41/43[55];
- Parafia Najświętszego Serca Pana Jezusa – Kościół parafialny Najświętszego Serca Pana Jezusa, ul. Malczewskiego 18[56];
- Parafia Zesłania Ducha Świętego – Kościół parafialny Zesłania Ducha Świętego, ul. Kujawska 50/52[57].

Kościoły starokatolickie
- Reformowany Kościół Katolicki – misja pod wezwaniem św. Mikołaja, ul. Tatrzańska 19[58]

Kościoły protestanckie
- Kościół Chrześcijan Baptystów – Zbór Kościoła Chrześcijan Baptystów w Sopocie, ul. Chopina 32[59]
- Kościół Chrystusowy w Polsce – zbór w Sopocie, ul. Obrońców Westerplatte 21[60]
- Kościół Ewangelicko-Augsburski w RP – Parafia Ewangelicko-Augsburska w Sopocie (Kościół Zbawiciela), ul. Parkowa 5[61]
- Kościół Ewangelicko-Reformowany w RP – grupa diasporalna w Bytowie, Gdańsku i Sopocie działająca przy parafii ewangelicko-augsburskiej[62]

Świadkowie Jehowy
- zbór Sopot (w tym grupa wietnamskojęzyczna; Sala Królestwa Gdańsk, ul. T. Bora Komorowskiego 1a)[63]

Judaizm
- Beit Trójmiasto[64][65]

Buddyzm
- Buddyjska Wspólnota „Zen Kannon” – Ośrodek „Trzy Skarby”[66]

Bön
- Ligmincha Polska – ośrodek w Sopocie[67].

## Cmentarze
- Cmentarz komunalny w Sopocie
- Cmentarz żydowski w Sopocie
- Cmentarz katolicki w Sopocie[68]
- Cmentarz żołnierzy radzieckich w Sopocie[69]

## Honorowi obywatele Sopotu
Rada Miasta Sopotu, a w PRL Miejska Rada Narodowa w Sopocie przyznała tytuł Honorowego Obywatela Sopotu następującym osobom:
- 1915: August von Mackensen – feldmarszałek niemiecki
- 1928: Władysław Wagner – lekarz, długoletni radny miejski, inicjator nadania Sopotowi praw miejskich
- 1979: Marian Mokwa – malarz, podróżnik
- 1982: Roman Heising – założyciel i rektor Państwowej Wyższej Szkoły Muzycznej w Sopocie, działacz społeczny
- 1983: załoga statku Sopot – za rozsławianie Sopotu na świecie
- 1983: Franciszek Mamuszka – krajoznawca, badacz dziejów i kultury Pomorza
- 1995: Lech Wałęsa – polityk
- 2001: Andrzej Dudziński – grafik
- 2001: Elżbieta Duńska-Krzesińska – lekkoatletka
- 2001: Seweryn Krajewski – muzyk
- 2001: Czesław Miłosz – poeta
- 2001: Izabella Sierakowska-Tomaszewska – prapraprawnuczka hrabiego Kajetana Sierakowskiego, gospodarza sopockiego dworku
- 2007: Władysław Bartoszewski – polityk, działacz społeczny, historyk, dziennikarz, pisarz
- 2008: Tadeusz Gocłowski – arcybiskup senior archidiecezji gdańskiej
- 2022: Krzysztof Sperski – polski artysta muzyk, wiolonczelista, kameralista, profesor zwyczajny, pedagog, nauczyciel akademicki